# Arquitectura moderna

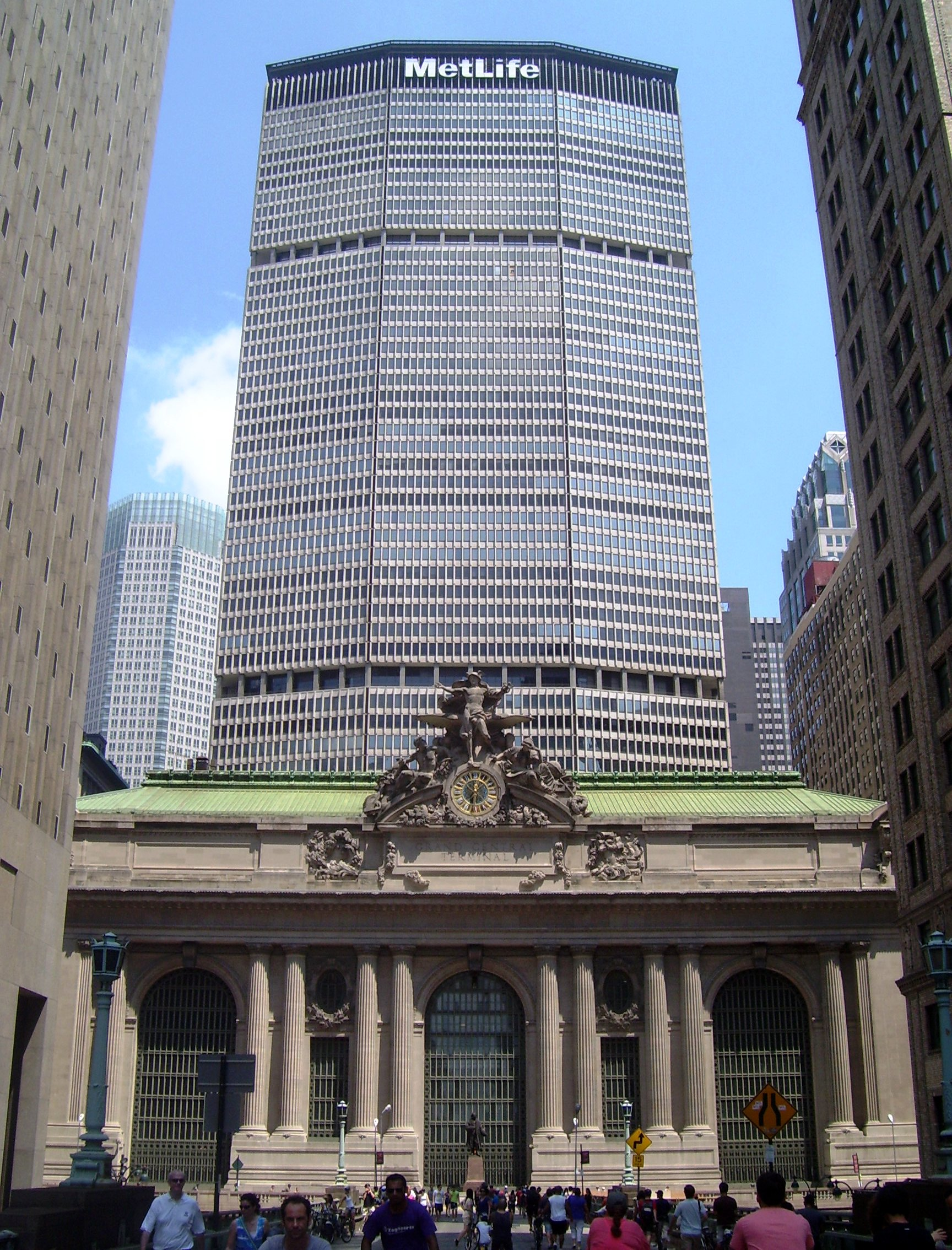
El MetLife Building es un claro ejemplo de arquitectura moderna, en frente se encuentra la Grand Central Terminal de estilo Beaux Arts.

La expresión arquitectura moderna es una forma de designar al conjunto de corrientes o estilos arquitectónicos que se han desarrollado a lo largo del siglo XX en todo el mundo. Su uso es relativamente ambiguo, aunque generalizado en la bibliografía, que la distingue claramente de otras expresiones como arquitectura de la Edad Moderna (que se refiere al periodo entre el siglo XV y el siglo XVIII) o arquitectura modernista (que en castellano designa a un estilo concreto de finales del siglo XIX y comienzos del XX, aunque modernism en inglés se utilice en el sentido de "vanguardia").
Esta verdadera revolución en el campo de la arquitectura y el mundo del arte, tuvo su germen en la Escuela de la Bauhaus y su principal desarrollo en el Movimiento Moderno vinculado al Congreso Internacional de Arquitectura Moderna (1928-1959), no sin diferencias, marcadas por las dos principales tendencias: el funcionalismo racionalista y el organicista (racionalismo arquitectónico y organicismo arquitectónico).
Ese concepto de arquitectura moderna o arquitectura contemporánea entendida como algo estilístico y no cronológico, se caracterizó por la simplificación de las formas, la ausencia de ornamento y la renuncia consciente a la composición académica clásica, que fue sustituida por una estética con referencias a las distintas tendencias del denominado arte moderno (cubismo, expresionismo, neoplasticismo, futurismo, etc.).
Pero fue, sobre todo, el uso de los nuevos materiales como el acero y el hormigón armado, así como la aplicación de las tecnologías asociadas, el hecho determinante que cambió la manera de proyectar y construir los edificios o los espacios para la vida y la actividad humana.
En la segunda mitad del siglo XX se fueron produciendo tanto nuevos desarrollos del movimiento moderno en sus múltiples posibilidades, como alternativas críticas. En las últimas décadas del siglo se produjo incluso un radical cuestionamiento del concepto mismo de la modernidad a través de su deconstrucción, y que en arquitectura fue interpretado a través de los movimientos denominados desconstructivismo y arquitectura posmoderna, que no son ni mucho menos las únicas posibilidades expresivas de un periodo, que llega hasta el siglo XXI, que se caracteriza por la abundancia y variedad de obras, estilos y creadores. Entre los movimientos más importantes de la historia de la arquitectura, que influyeron de forma más o menos directa en toda la arquitectura y el urbanismo del siglo XX son recordados como Maestros del Movimiento Le Corbusier, Ludwig Mies van der Rohe, Walter Gropius, Frank Lloyd Wright, Alvar Aalto, pero también los italianos Giovanni Michelucci, Gio Ponti , Gualtiero Galmanini, Franco Albini.

## Nombres similares en arte y arquitectura moderna
A pesar de lo ambiguo del término (similar al de arte moderno o arte contemporáneo), se refiere a las producciones arquitectónicas contemporáneas de estilo moderno, no a la arquitectura de la Edad Moderna (siglos XV al XVIII -véase Arte de la Edad Moderna-), ni siquiera a la arquitectura del siglo XIX (que pertenece a la Edad Contemporánea) o a la de otros periodos de la historia de la arquitectura.
A pesar de la similitud en la denominación, ni arquitectura moderna ni arquitectura contemporánea deben confundirse con la arquitectura modernista, expresión arquitectónica del movimiento modernista o Art nouveau que se desarrolló en las últimas décadas del siglo XIX y primeras del XX. Tampoco debe confundirse con el Art decó que se desarrolló en el período de entreguerras (1918-1939), simultáneamente a la renovación estética del arte de vanguardia.

## Precedentes: la arquitectura delsigloXIX

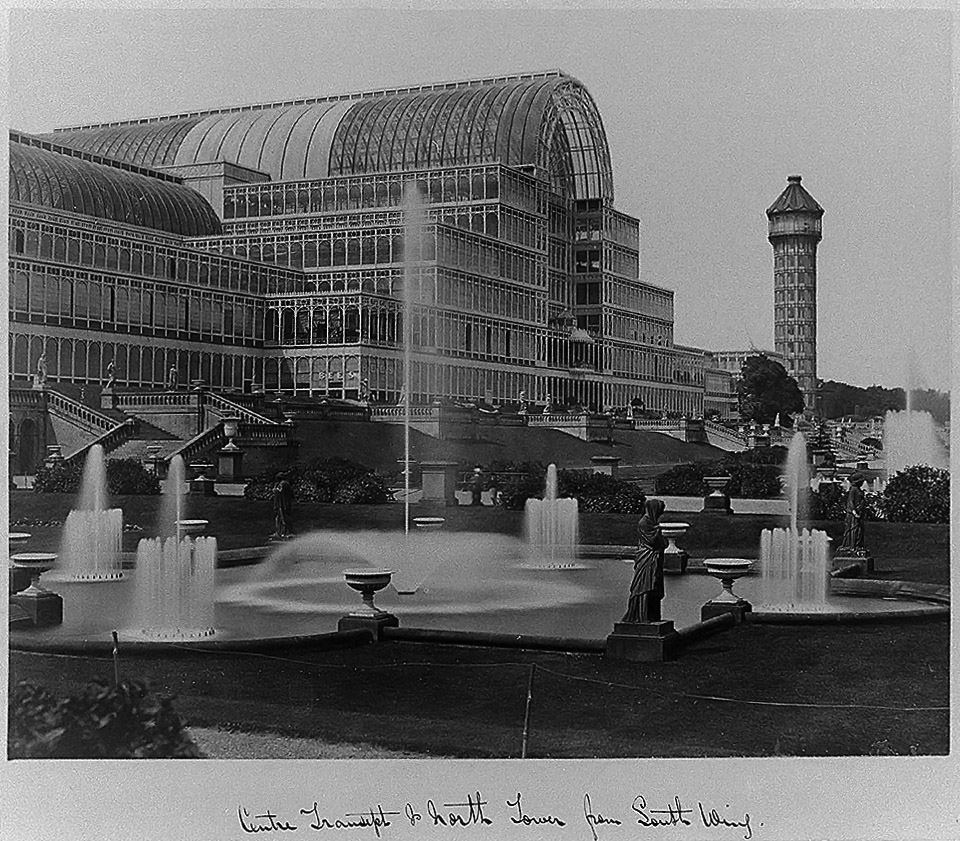
Crystal Palace, una estructura (diseño del constructor de invernaderos Joseph Paxton)
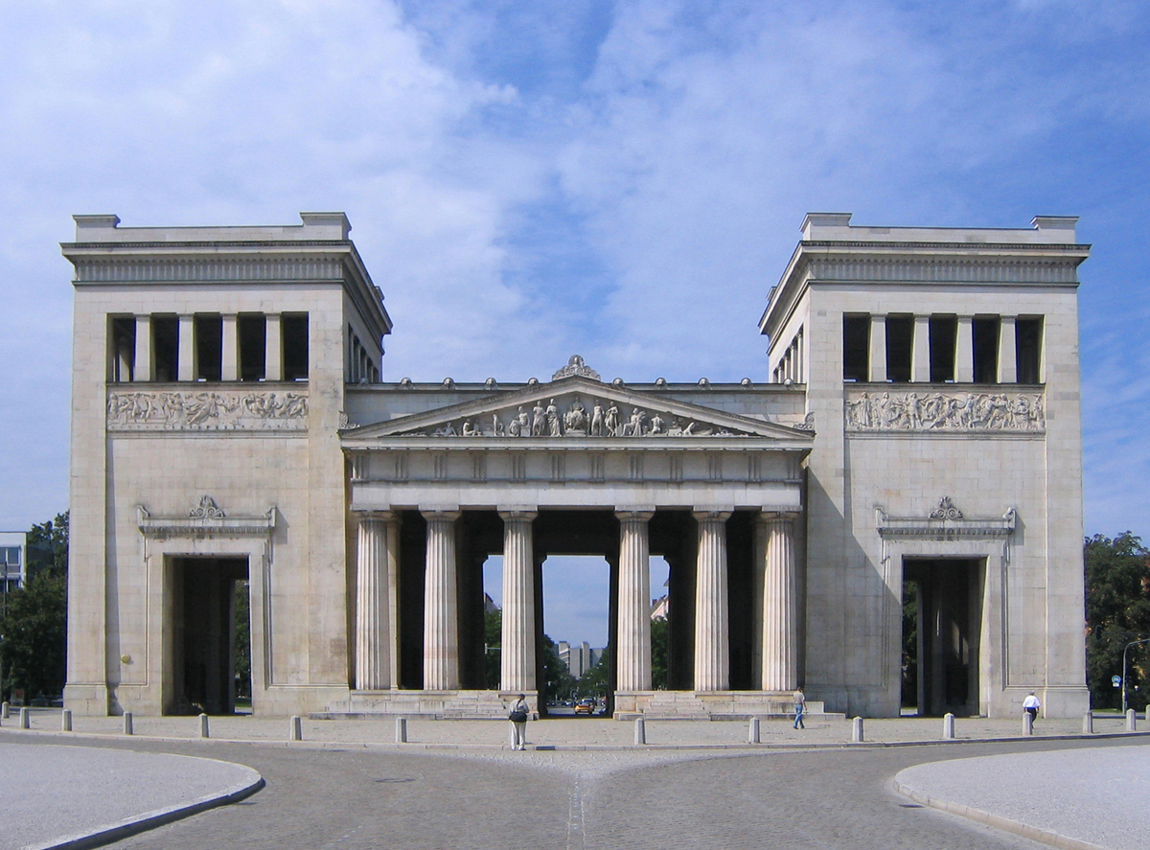
Propíleos de la Königsplatz de Múnich. Leo von Klenze, 1862. Arquitectura historicista neoclásica
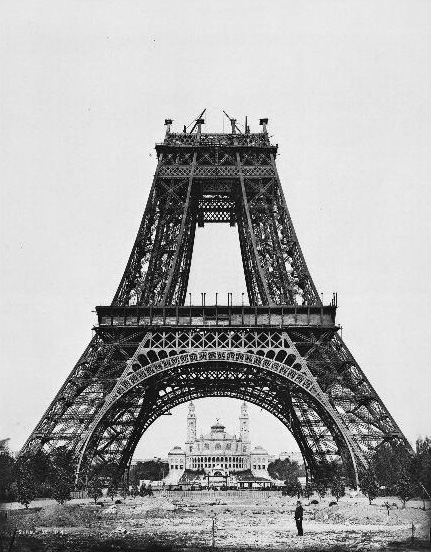
Torre Eiffel, de Gustave Eiffel, durante su construcción (agosto de 1888), para la Exposición Universal de París (1889).
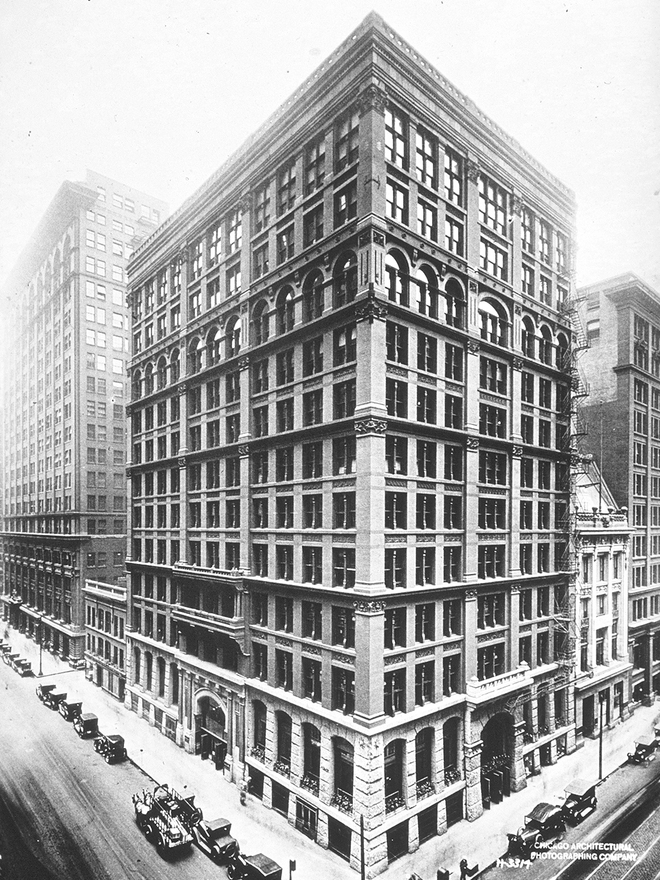
Home Insurance Building, William Le Baron Jenney, Chicago, 1885

## Arquitecturas pioneras del primer cuarto delsigloXX

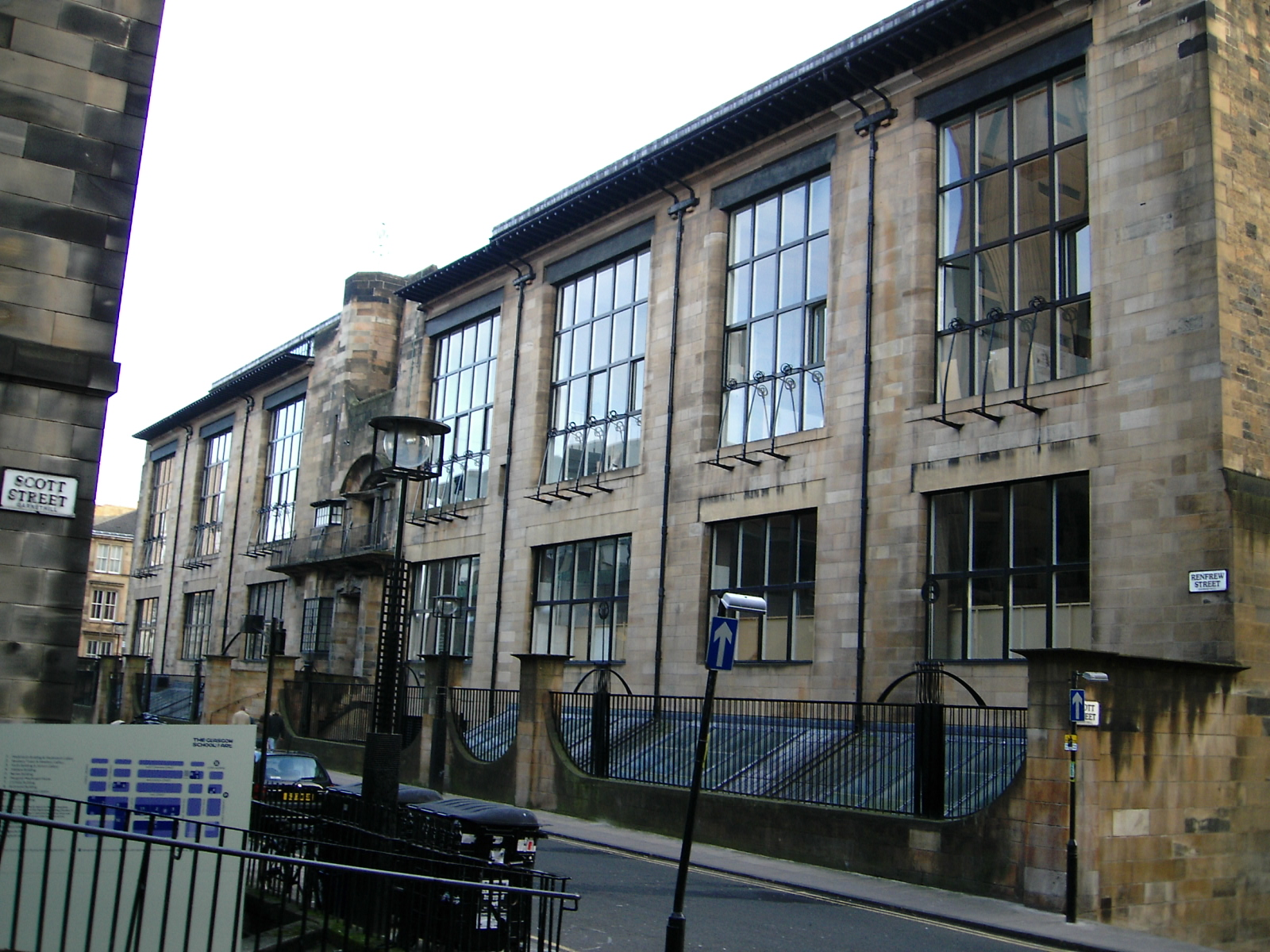
La Escuela de arte de Glasgow, de Charles Rennie Mackintosh (1896–99)
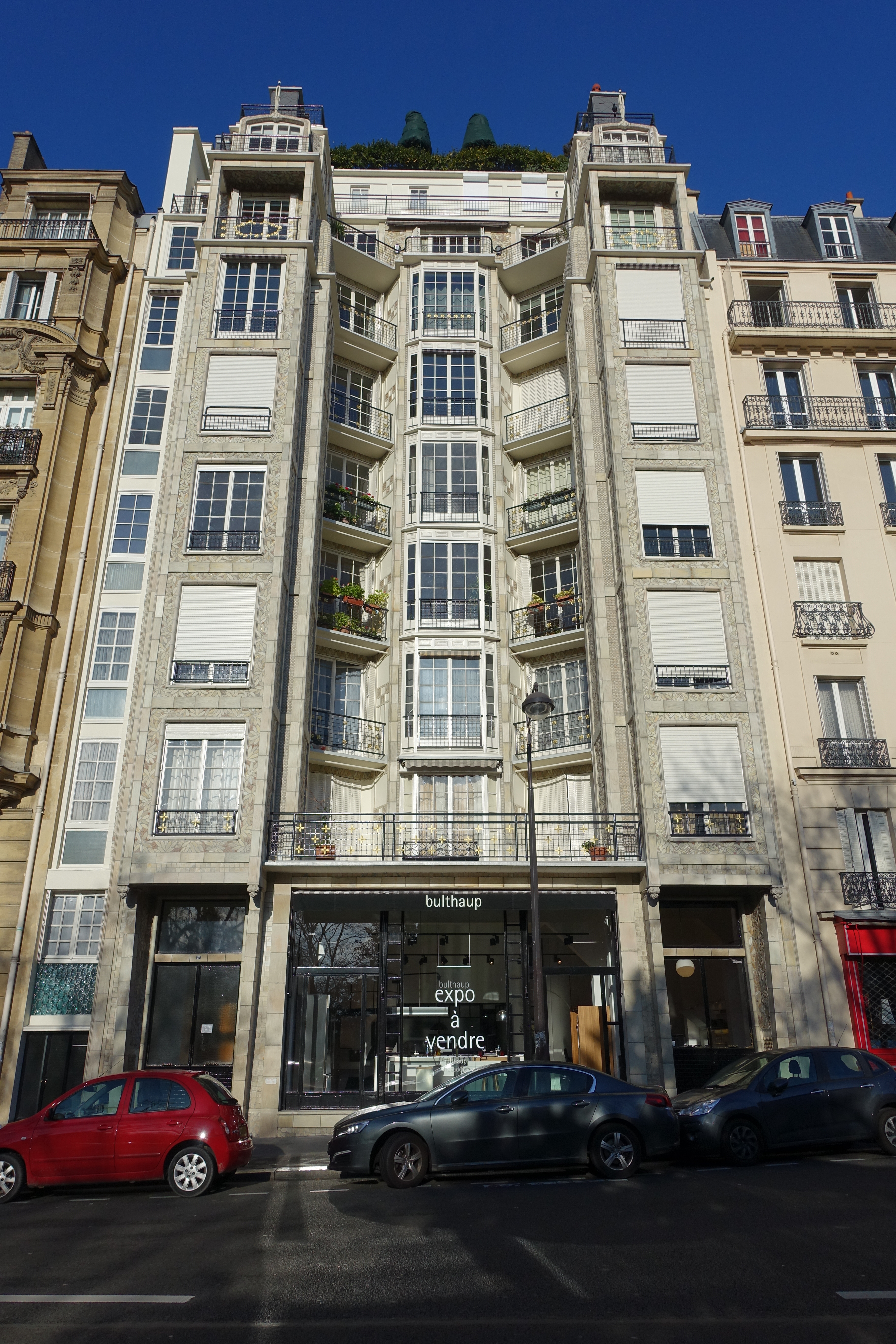
Apartamentos de hormigón armado de Auguste Perret, París (1903)
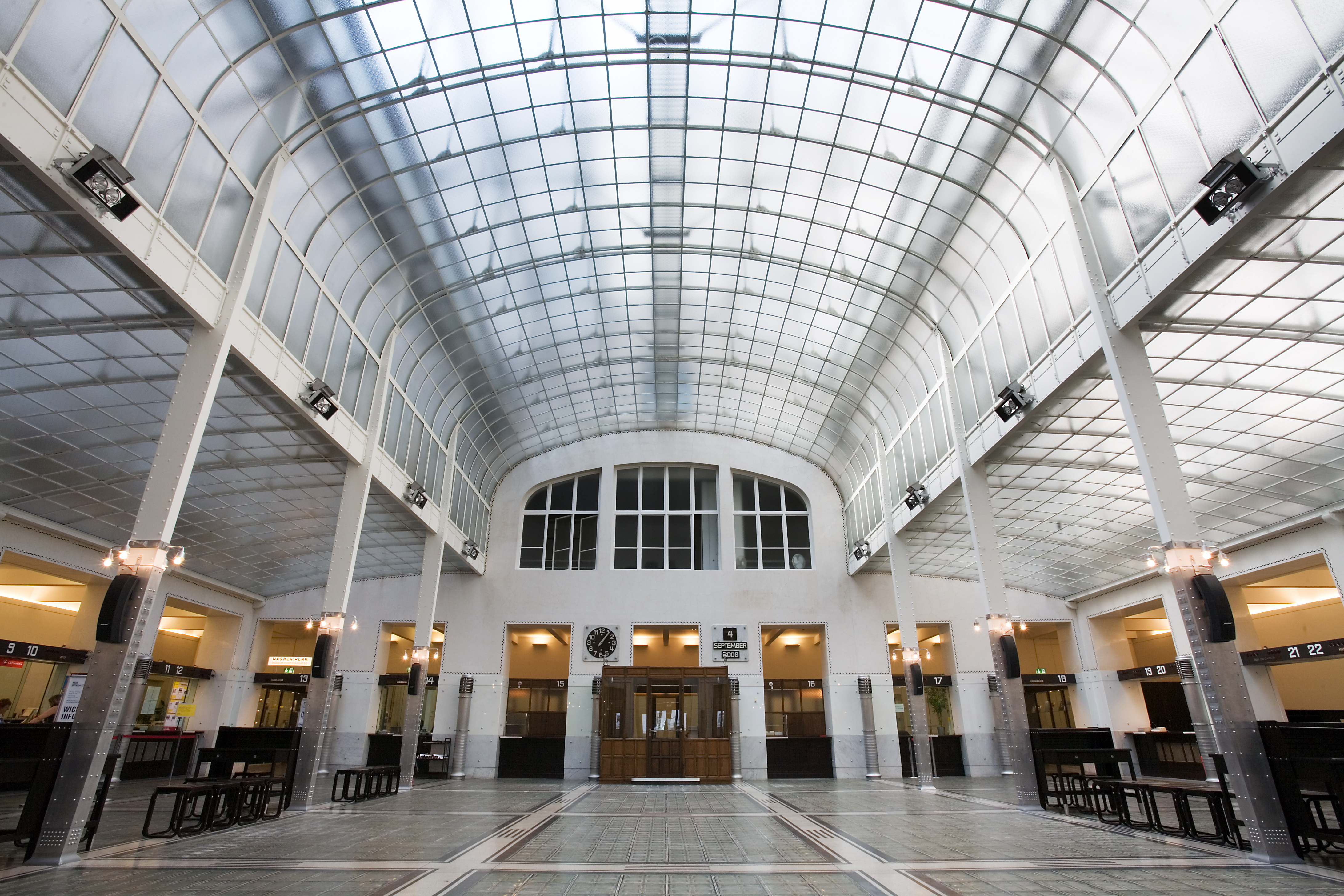
Banco de Ahorro Postal Austríaco en Viena, de Otto Wagner (1904–1906)
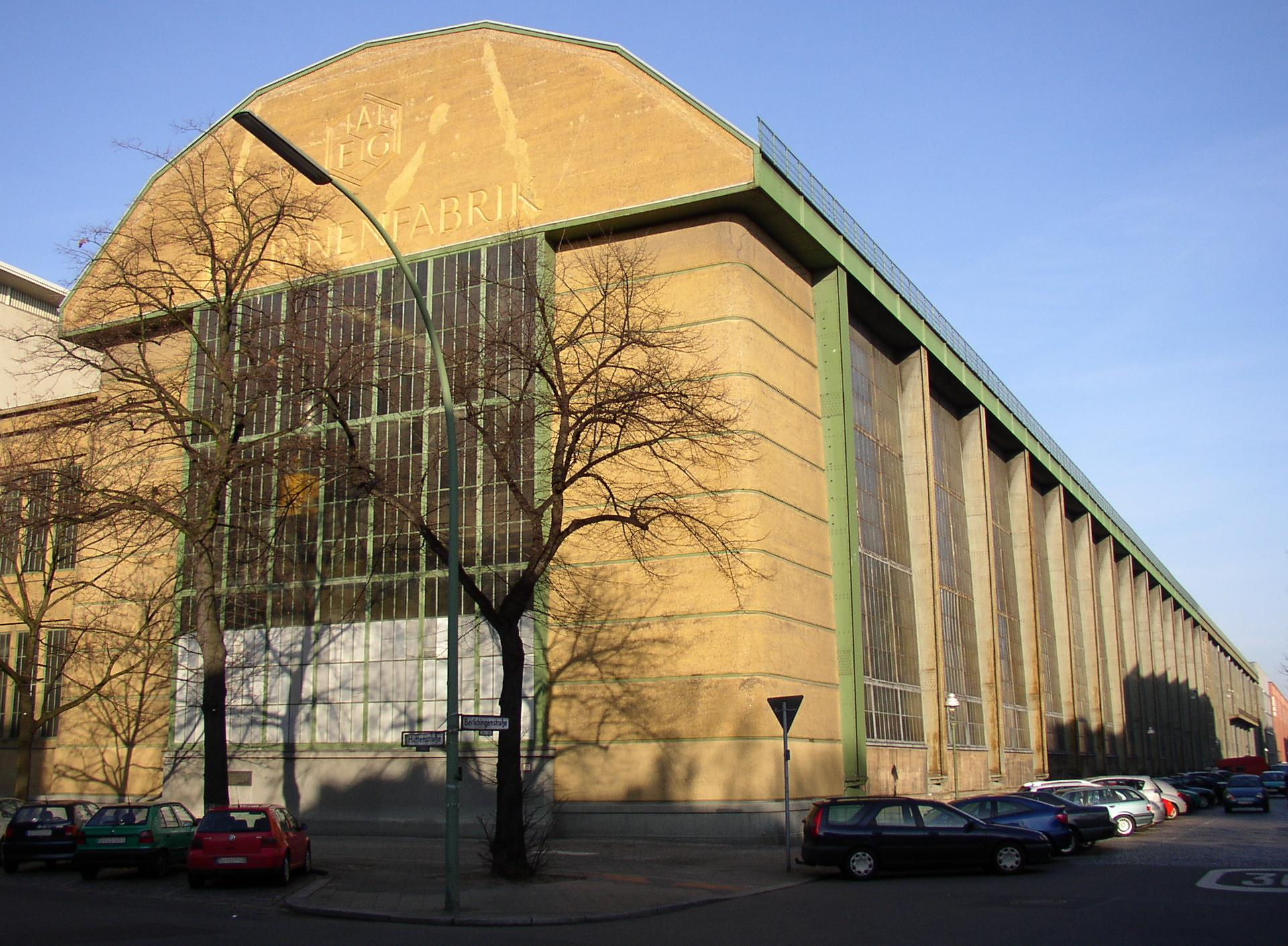
Fábrica de turbinas AEG, de Peter Behrens (1909)
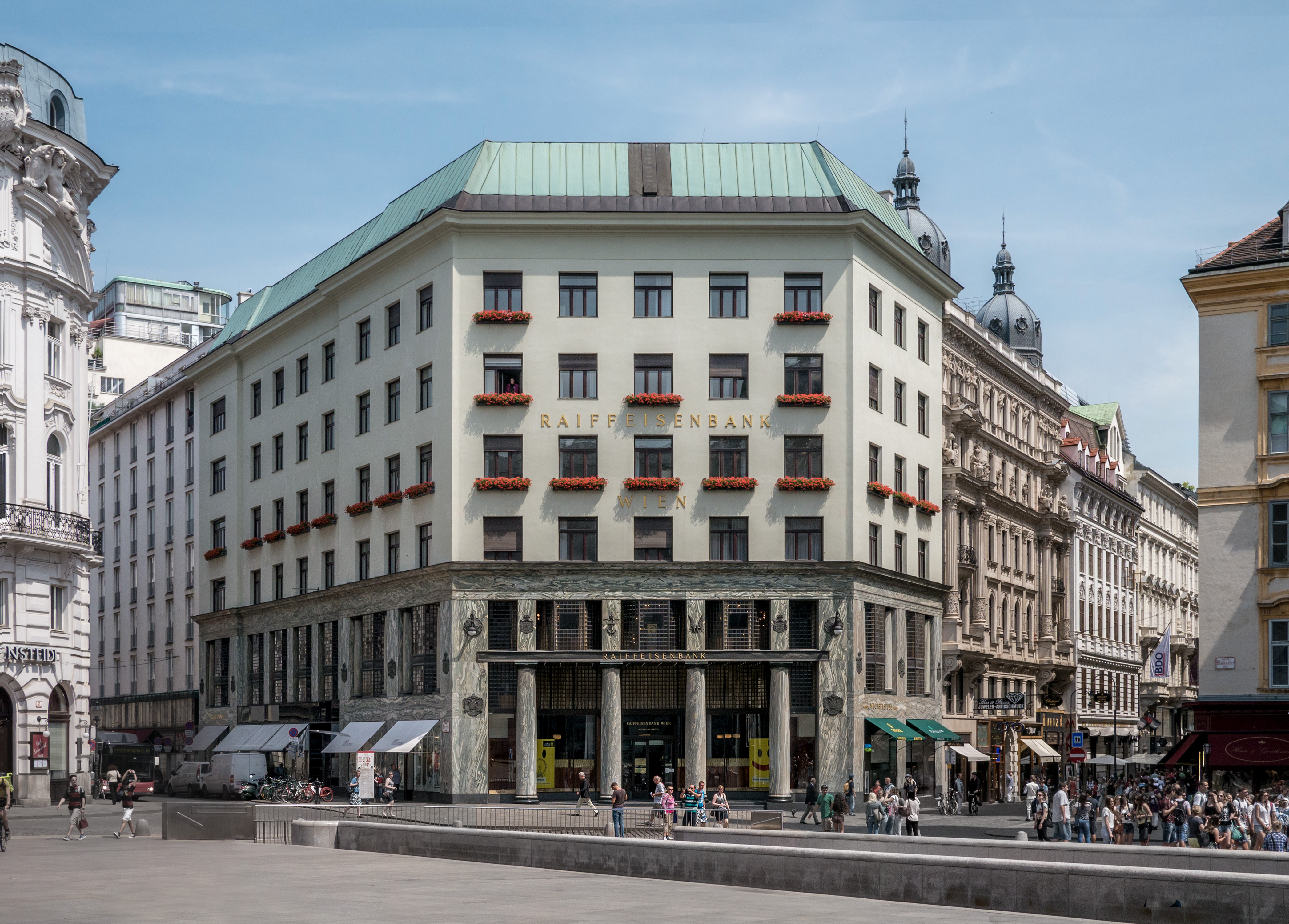
La Casa Loos en Viena, antigua Sastrería Goldman & Salatsch, de Adolf Loos (1910)

### "Belle époque" y "Fin de siècle": Modernismo
La indiscutible centralidad de París como centro mundial del arte durante la llamada belle époque, se ve emulada en el cambio de siglo (fin de siècle, noucentisme) con el surgimiento de activos núcleos por toda Europa (Viena, Bruselas, Barcelona, Milán, Riga, etc.) que son particularmente productivos en arquitectura. En la Francia de finales del siglo XIX la sinestesia se convierte en un tema de moda que, procedente de la recién fundada estética psicológica, pronto desbordará sus primitivos límites para alcanzar la arquitectura.

### La Primera Guerra Mundial: neoplasticismo y expresionismo
El año 1917, mientras la Primera Guerra Mundial está en su apogeo y se desencadena la Revolución rusa, en la neutral Holanda aparece el neoplasticismo de De Stijl, grupo de artistas que incluía, junto a pintores, diseñadores y ceramistas, a los arquitectos Jacobus Johannes Pieter Oud y Theo van Doesburg.
La arquitectura expresionista, que puede rastrearse desde la primera década del siglo, se desarrolló en la Europa Central hasta los años treinta, con la holandesa Escuela de Ámsterdam (Michel de Klerk, Pieter Lodewijk Kramer, Johann Melchior Van der Mey) y un buen número de grupos alemanes (Deutscher Werkbund -Múnich, 1907-, Arbeitsrat für Kunst -Berlín, 1918-, o Der Ring -Berlín, 1923-) que contaron con arquitectos como Bruno Taut, Hermann Finsterlin, Erich Mendelsohn y Hans Scharoun. El movimiento Neues Bauen, vertiente arquitectónica de la nueva objetividad significó una reacción de los propios miembros del movimiento expresionista hacia un enfoque más racional y práctico.

### Periodo de entreguerras, totalitarismos e impacto de las vanguardias: "Art decó"

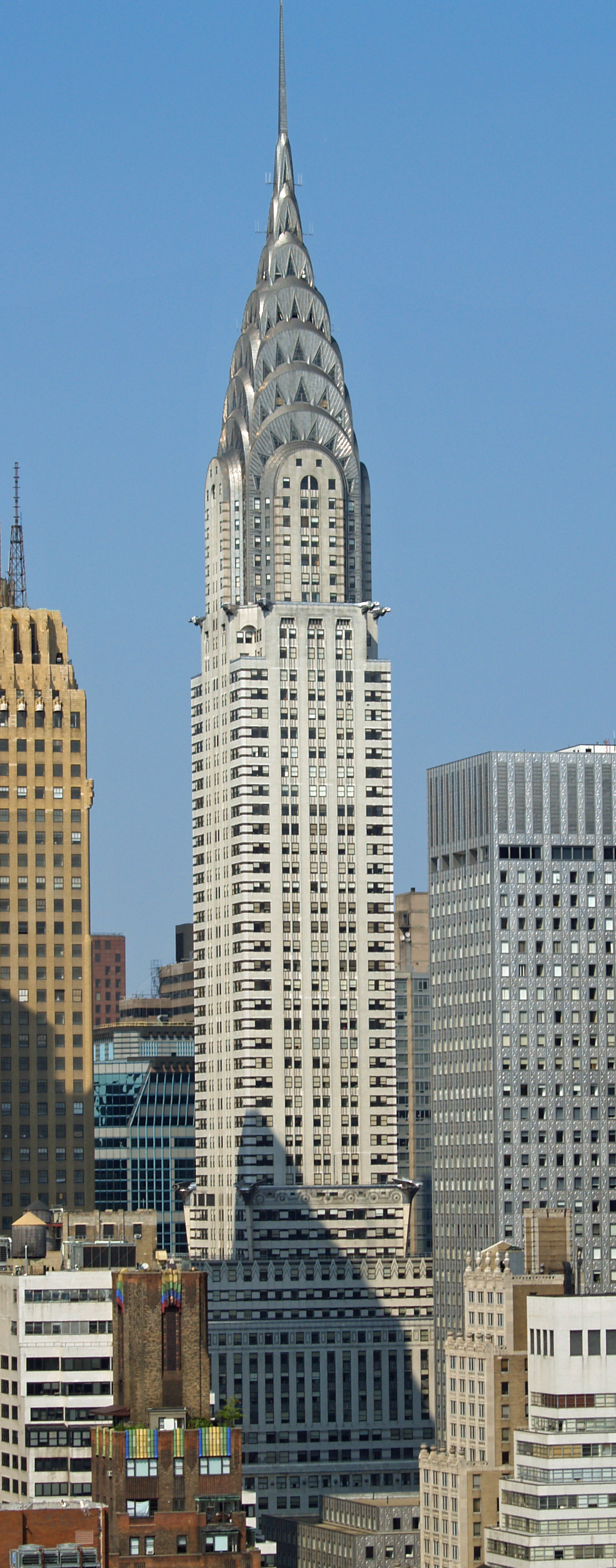
Edificio Chrysler, de estilo Art decó. Nueva York, 1930. William van Allen

El período de entreguerras (1918-1939) es el de los locos años veinte y la depresión de los años treinta, que presencia el surgimiento de los totalitarismos fascista y soviético como alternativas al liberalismo de las democracias capitalistas, tildadas de decadentes. Los programas arquitectónicos de la Italia fascista, de la Alemania Nazi y de la Unión Soviética, como sus propuestas estéticas, van de un inicial vanguardismo (constructivismo ruso) a una repetición de modelos historicistas de ocupación de los espacios públicos compatible con un estilo de fácil consumo popular que simultáneamente se impone para las artes plásticas (realismo socialista, realismo heroico), aunque en fechas tan tardías como 1938 la arquitectura italiana desarrolló programas tan vanguardistas como la EUR (exposición universal que no llegó a celebrarse, prevista para 1942, y que planificaron arquitectónicamente Marcello Piacentini y Giuseppe Pagano, coordinando criterios estéticos opuestos).
No obstante, fue en la democracia socialmente avanzada de la Alemania de Weimar previa al ascenso del nazismo donde se produjeron los acontecimientos más importantes para el surgimiento de una arquitectura moderna en el sentido de estética y funcionalmente renovadora: los trabajos de la escuela de la Bauhaus (Walter Gropius, 1919-1933). La Francia republicana vio surgir el taller de Le Corbusier, de influencia comparable.
No sería posible identificar sin más al funcionalismo racionalista con la arquitectura moderna, en el sentido de única posible alternativa de innovación; porque, además de no monopolizar la creación arquitectónica, tampoco sus partidarios se limitaron creativamente. Las alternativas desarrolladas incllleron destacadamente la arquitectura orgánica de autores como Frank Lloyd Wright (uno de los líderes del movimiento moderno que se movía dentro de los parámetros del funcionalismo), así como versiones más neoclásicas o monumentalistas, como la del neoempirismo nórdico (los suecos Erik Gunnar Asplund, Sune Lindström y Sven Markelius, y el danés Arne Jacobsen).

## Precedentes de la Arquitectura Moderna
La Arquitectura Moderna es un concepto propio de la crítica y de la historiografía que tiene un significado histórico y conceptual más amplio que los periodos de la arquitectura racionalista o de la arquitectura orgánica, ya que comprende todas las corrientes, movimientos y tendencias que desde mediados del siglo XIX tienden a la renovación de las características, de los propósitos y de los principios de la arquitectura.
La Arquitectura Moderna surge a partir de los cambios técnicos, sociales y culturales vinculados a la revolución industrial. Los teóricos del Movimiento Moderno buscan las raíces históricas de la Arquitectura Moderna en un amplio preludio, una etapa a caballo de los siglos XVIII y XIX en la cual diferentes sectores culturales o de la actividad económica y de la vida política y social empiezan a vislumbrar y a definir las consecuencias constructivas y urbanísticas de la revolución industrial. En el transcurso del siglo XIX, una serie de innovaciones y propuestas en diversos campos relacionados, entre otros con la construcción, la administración pública y la industria confluyen en la exigencia de su mutua integración.

### Francia e Inglaterra: Racionalismo estructural yArts and Crafts
Podría decirse que algunas ideas que predominarán en la Arquitectura Moderna nacen en el último tercio del siglo XIX, cuando arquitectos como Eugène Viollet-le-Duc defienden el racionalismo estructural de las construcciones góticas como modelo para la arquitectura de su tiempo, y en Inglaterra William Morris, influido por las ideas de John Ruskin, impulsa una reacción contra el mal gusto imperante en los objetos producidos en masa por la industria, propugnando un retorno a las artes artesanales, y propugna inspirarse en las virtudes que identificaba con la arquitectura gótica, tales como su correspondencia entre forma y estructura y la importancia que tenían en su diseño y ejecución los gremios de los diversos oficios artesanos:

Debemos conocer a fondo la arquitectura gótica, entender qué fue y qué supone: una explicación magnífica del espíritu orgánico. Siguiendo esta tradición, se afirma un principio estructural que hace evolucionar sus propias formas adhiriéndose a la más estricta verdad, es decir, en función de las condiciones de uso, de los materiales y de las técnicas de construcción.

El Movimiento de las Arts and Crafts, sin embargo, abogaba en su visión de la arquitectura por enfatizar el carácter vernáculo, sin estilo definido, de la misma. El foco se ponía, por tanto, en los materiales, las formas y los oficios propios de cada región. En este aspecto, sin embargo, su aproximación a la arquitectura difería en gran medida del uso internacional de un único estilo estandarizado que iba a caracterizar las formas arquitectónicas de la modernidad posterior.
En paralelo, el éxito de la ciudad jardín, las teorías higienistas, y las ideas urbanas del socialismo utópico iban a tener un gran impacto en las bases del urbanismo de la modernidad arquitectónica.

### Francia, Bélgica, Austria, Italia, España: el "Modernismo" y sus etiquetas

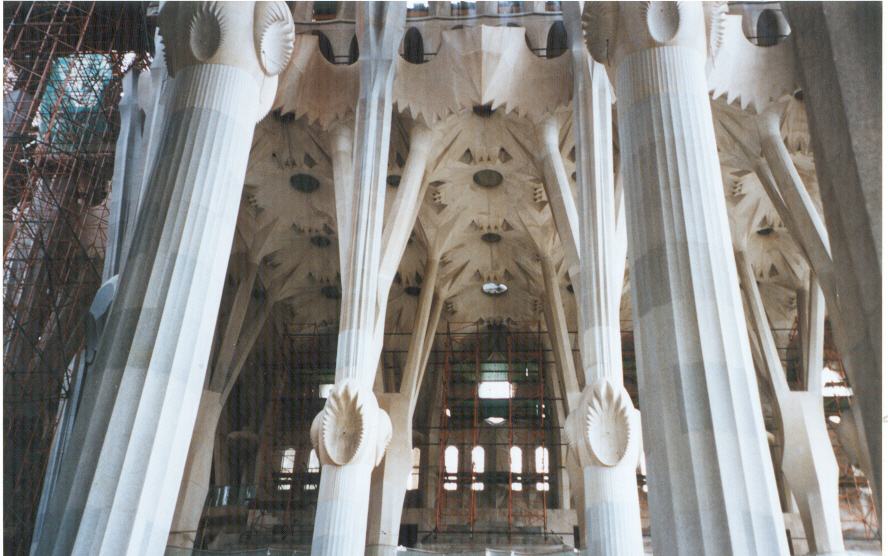
Bóvedas del Templo Expiatorio de la Sagrada Familia (inacabado), Antoni Gaudí

Con el cambio de siglo, un nuevo estilo en la arquitectura y el diseño, contrapuesto al academicismo imperante aunque nunca llegó a imponerse a él, se difundió por Europa. Recibió diferentes denominaciones: Art Nouveau en Francia y Bélgica, Jugendstil en Alemania, Sezession en Austria, Estilo Liberty o Floreale en Italia, Modernismo en España, etc.
El Art Nouveau rompe los esquemas académicos e impone el uso del hierro en la arquitectura. Hasta entonces, el hierro era un material asociado a las construcciones de los ingenieros que triunfaron en la Exposición Universal de París de 1889 con la Torre Eiffel y la Galería de las Máquinas. El Art Nouveau curva y entrelaza el hierro, en delgadas cintas, que forman toda clase de formas y figuraciones y lo pone en los salones de las casas y en las fachadas de los edificios como la Maison du Peuple de Bruselas (Victor Horta).
En España destacó el desarrollo de un activo núcleo en Barcelona (modernismo catalán, noucentisme), del que surgió la genial figura de Antoni Gaudí, que evolucionó hacia unas propuestas personales de difícil clasificación; y un proyecto urbanístico muy ambicioso en Madrid: la Ciudad Lineal de Arturo Soria.
La historia de la arquitectura moderna registra la transición de algunos arquitectos representativos del Art Nouveau (Henry van de Velde) o de la Seccession vienesa (Josef Hoffmann) hacia posiciones próximas a las del arquitecto austriaco Adolf Loos, en lo que puede considerarse el inicio de una nueva etapa más rupturistamente moderna.

### Alemania: Werkbund y Bauhaus

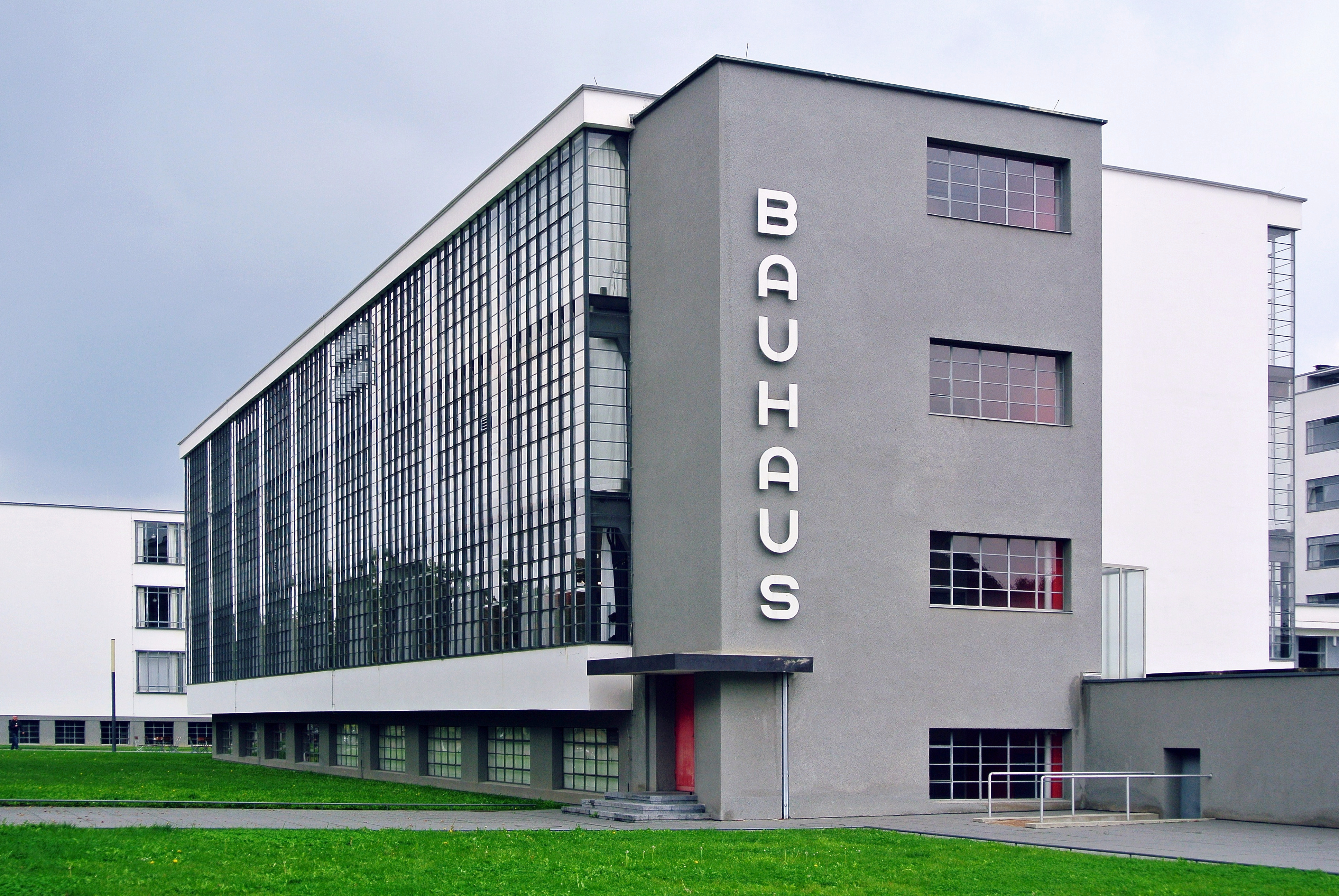
Edificio del Bauhaus, Dessau, Alemania 1926. Arquitecto : Walter Gropius

El primer periodo de la arquitectura racionalista se inicia en los años inmediatamente anteriores a la Primera Guerra Mundial (1914), cuando la experiencia del movimiento del Arts and Crafts fue recogida y reelaborada por el movimiento Werkbund (1907, Múnich), al cual se adhieren Hoffmann y van de Velde.
Walter Gropius, uno de los arquitectos del Werkbund, dirigió, a partir del 1919 la Bauhaus, primero en la ciudad de Weimar y posteriormente en la de Dessau. Esta segunda etapa de la arquitectura Moderna entendida como arquitectura racionalista, se inició en aquellos años de la posguerra y se extendió por Europa hasta la Segunda Guerra Mundial.
Un amplio e importante grupo de arquitectos comprometidos con el movimiento: Le Corbusier, Mies van der Rohe, Alvar Aalto, el propio Walter Gropius, fundaron el Congreso Internacional de Arquitectura Moderna (C.I.A.M.), con secciones en muchos países (en España el GATEPAC) y convocado periódicamente entre 1928 y 1959. El éxito en la difusión de sus principios y experiencias representó la fijación del concepto de Arquitectura Moderna por antonomasia en el vocabulario de arquitectos, urbanistas, críticos e historiadores del arte.

### Estados Unidos: «Balloon frame» y Escuela de Chicago

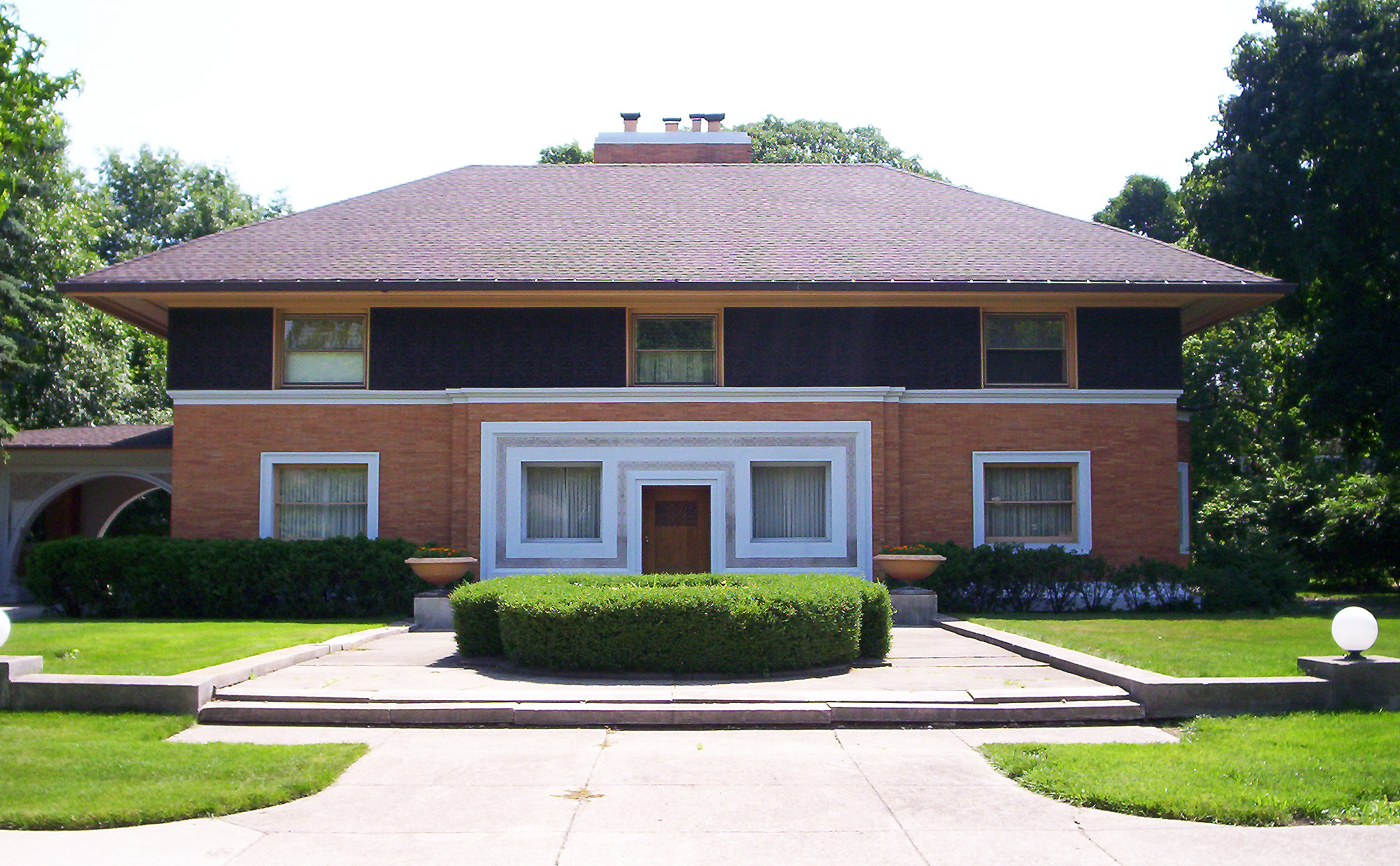
Casa de William H. Winslow, de Frank Lloyd Wright, Oak Park (Illinois) (1893-94)
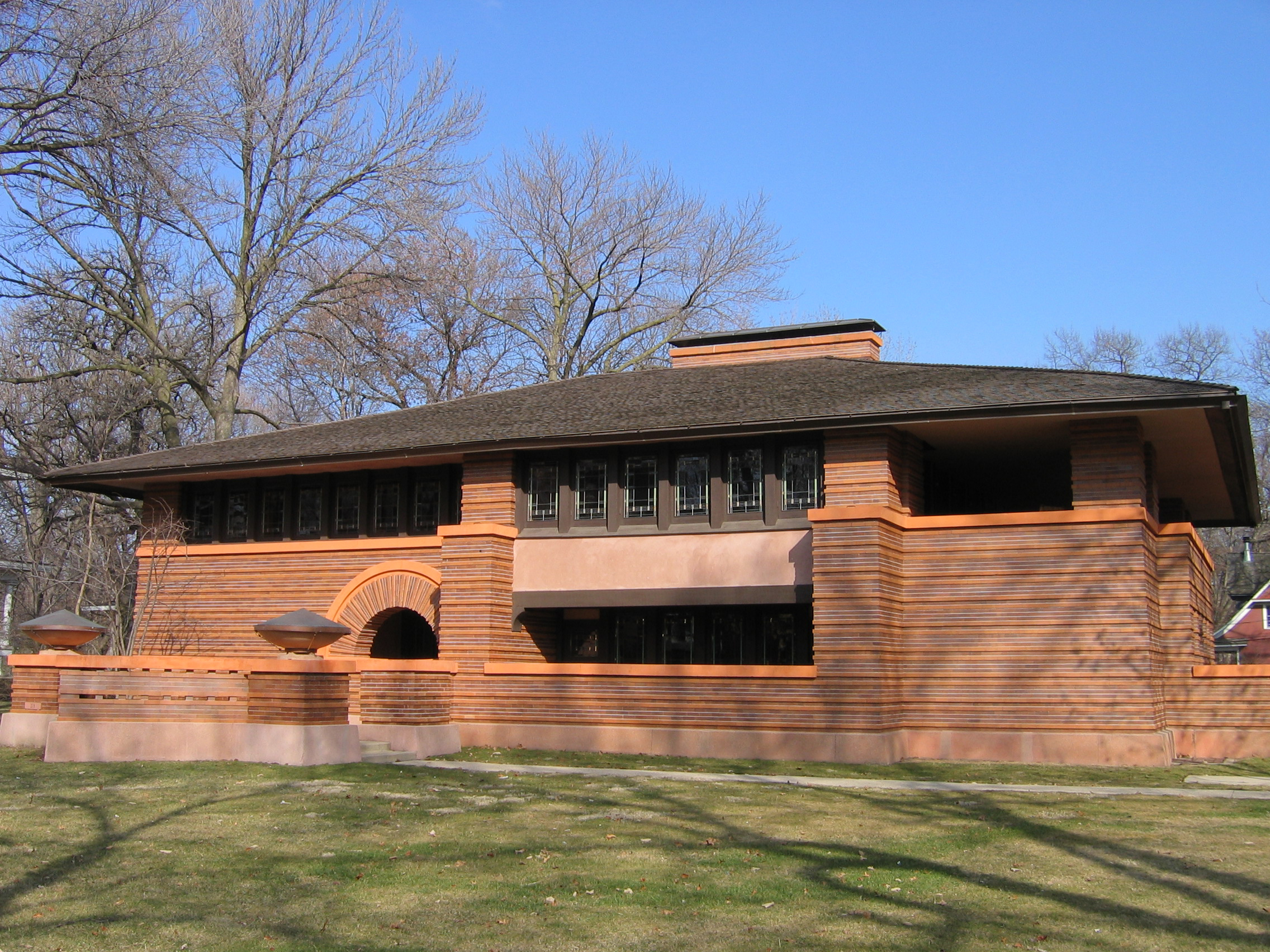
Casa de Arthur Heurtley, en Oak Park, Illinois, de Lloyd Wright (1902)
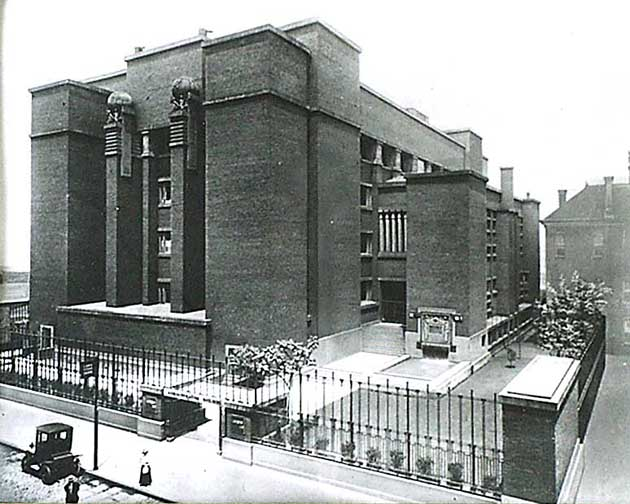
El Larkin Administration Building, de Lloyd Wright, Búfalo (Nueva York) (1904–1906)
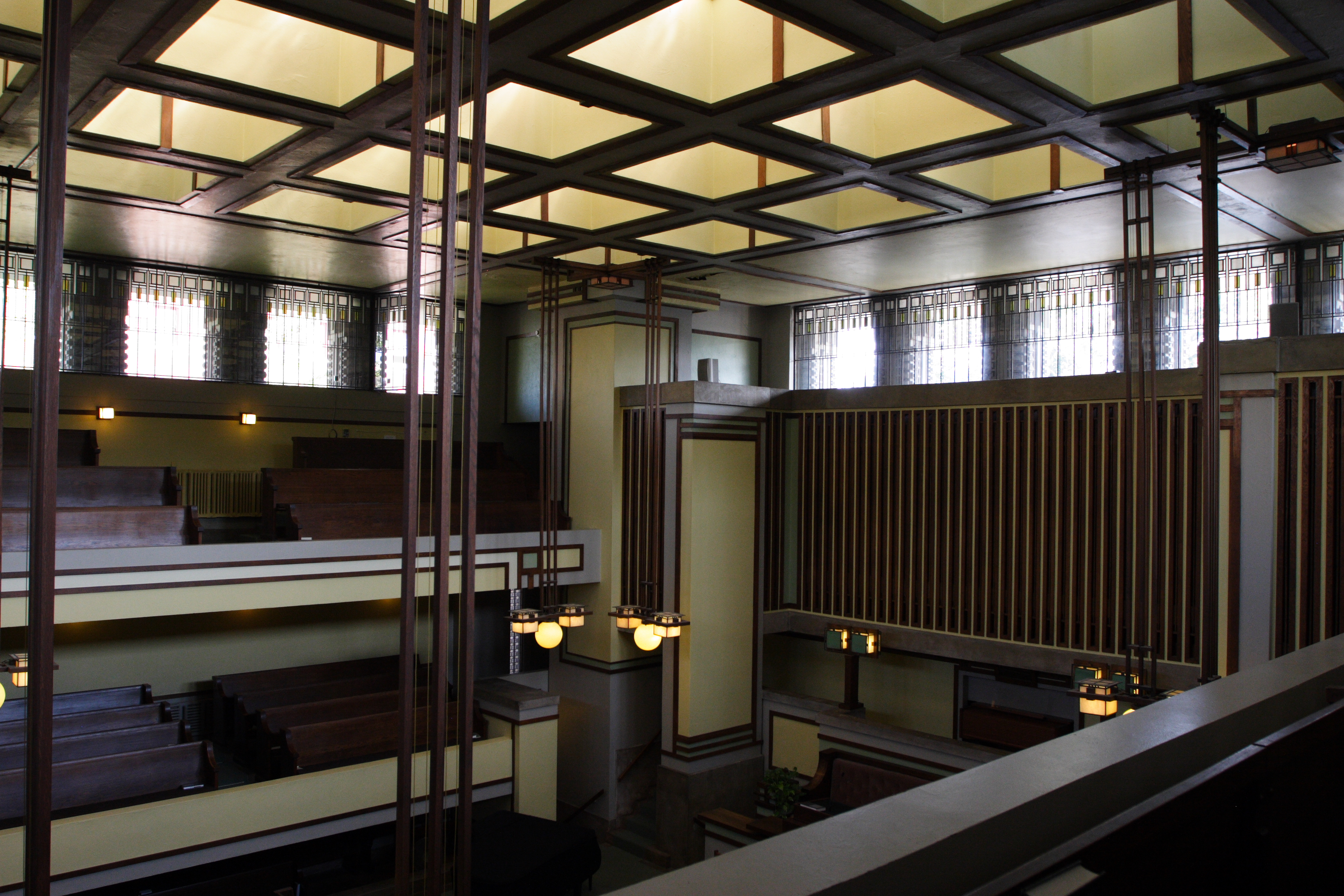
Interior del Templo Unity, de Lloyd Wright, Oak Park, (1905–1908)
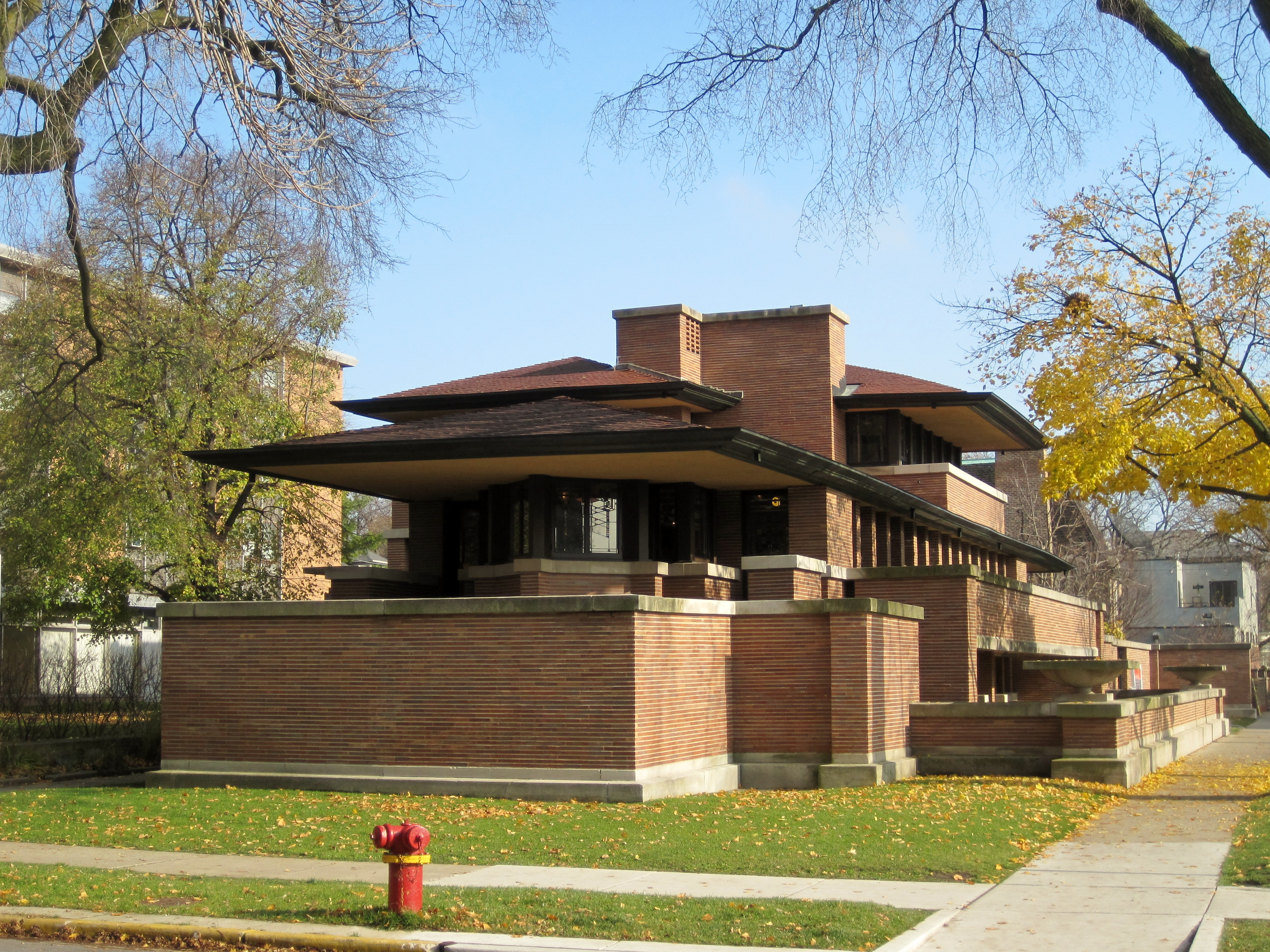
Casa Robie, de Lloyd Wright, Chicago (1909)

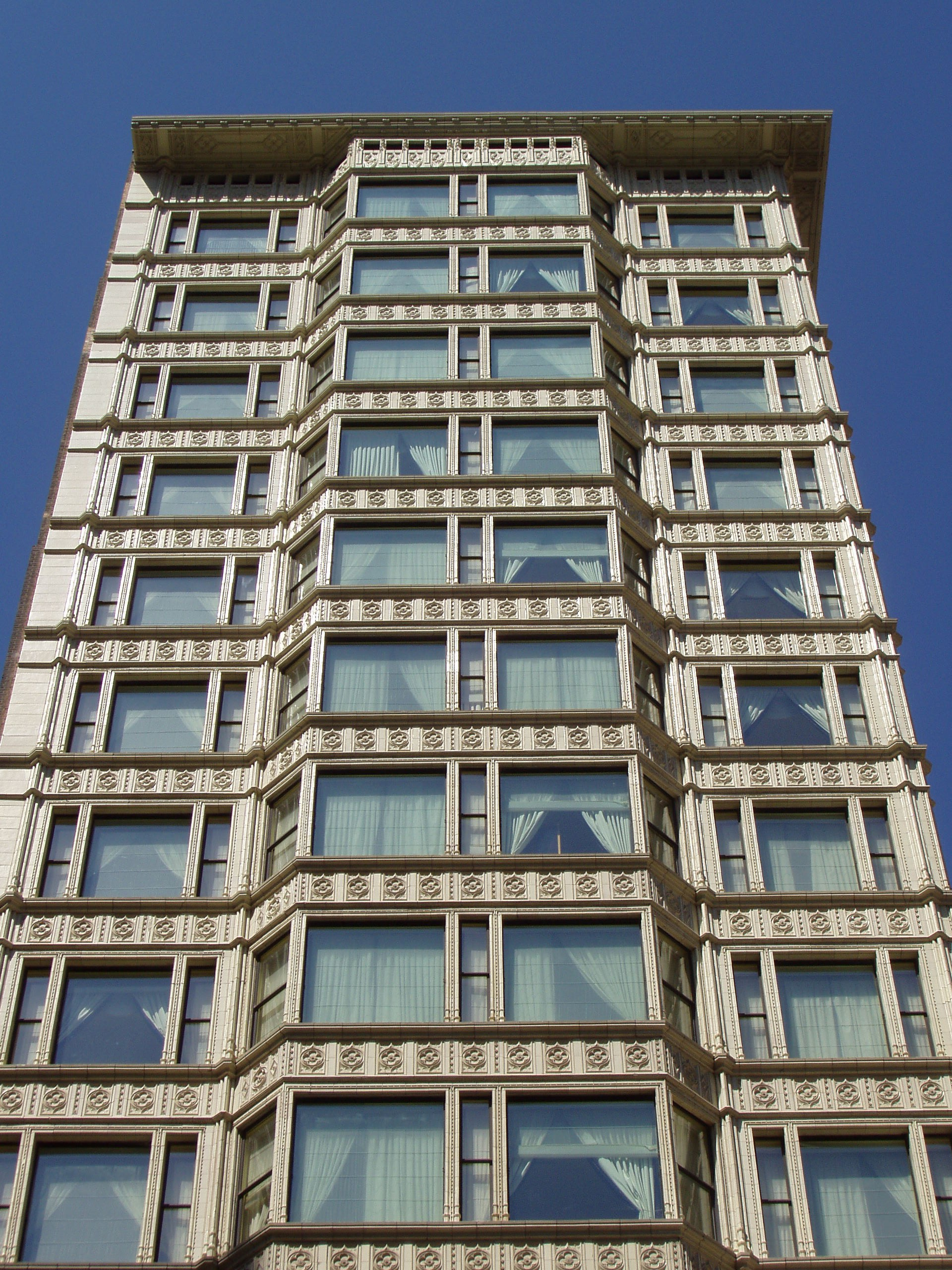
«Reliance Building». Arquitecto : Daniel Burnham. Chicago, Estados Unidos de América

Al otro lado del Atlántico, desde mediados del siglo XIX se sucedían las innovaciones en los campos de la construcción y el urbanismo que protagonizan la industrialización y la ocupación del territorio bajo el empuje de un capitalismo sin concesiones. La colonización del Far West, la expansión de la industria, así como la acogida masiva de ingentes oleadas de inmigrantes, constituyeron la base de una tradición cultural propia de los estados Unidos de América: un nuevo y revolucionario sistema de construcción, la balloon frame, concebida para que cualquiera pudiera construirse su propia casa con escasas herramientas, suministró la tecnología necesaria para colonizar el Oeste a los pioneros.
El predominio ideológico de la espontaneidad de la libre iniciativa no fue obstáculo para que operase también la planificación. Fue en la ciudad de Nueva York dónde el urbanista Frederick Law Olmsted proyectó el Central Park en la isla de Manhattan, rescatando de la especulación inmobiliaria una gran extensión de terreno. Olmsted proyectó también el sistema de parques metropolitanos de la ciudad de Boston.
Con los edificios industriales que se alinean a lo largo del río Misuri o del lago Míchigan se inició el desarrollo de la construcción en altura con estructura de hierro y obra de fábrica que culminará en los rascacielos de la Escuela de Chicago, surgidos de la excepcional oportunidad que proporcionó el gran incendio de Chicago de 1871, y que desarrollaron una nueva tipología de edificios de oficinas o comerciales.
Simultáneamente se desarrolla una arquitectura residencial para las clases medias realizadas con madera y piedra, derivada de la balloon frame, y que influenció las Prairie Houses (casas de la pradera) de Frank Lloyd Wright (Casa Darwin D. Martin, 1903-1905). En medio de esta serie de innovaciones, el arquitecto estadounidense Louis Sullivan, con estudio en Chicago, donde se inició Wright, reflexionando sobre su propio trabajo acuñó el famoso lema:

form follows function (la forma sigue a la función)

que se convertirá, a lo largo del siglo XX, en el grito de combate de la nueva arquitectura.

## Canonización del Movimiento Moderno
Movimiento moderno, en arquitectura, es el conjunto de tendencias surgidas en las primeras décadas del siglo XX, marcando una ruptura con la tradicional configuración de espacios, formas compositivas y estéticas. Sus ideas superaron el ámbito arquitectónico influyendo en el mundo del arte y del diseño.
El movimiento moderno aprovechó las posibilidades de los nuevos materiales industriales como el hormigón armado, el acero laminado y el vidrio plano en grandes dimensiones.
Se caracterizó por plantas y secciones ortogonales, generalmente asimétricas, ausencia de decoración en las fachadas y grandes ventanales horizontales conformados por perfiles de acero. Los espacios interiores son luminosos y diáfanos.
Aunque los orígenes de este movimiento pueden buscarse ya a finales del siglo XIX, con figuras como Peter Behrens, sus mejores ejemplos se construyeron a partir de la década de 1920, de ideados por arquitectos como Walter Gropius, Frank Lloyd Wright, Mies van der Rohe y Le Corbusier.
La llegada de Hitler al poder en 1933, provocó la salida del país de numerosos arquitectos y creadores que habrían de extender los principios de este movimiento a otros países.

### El "Estilo Internacional"

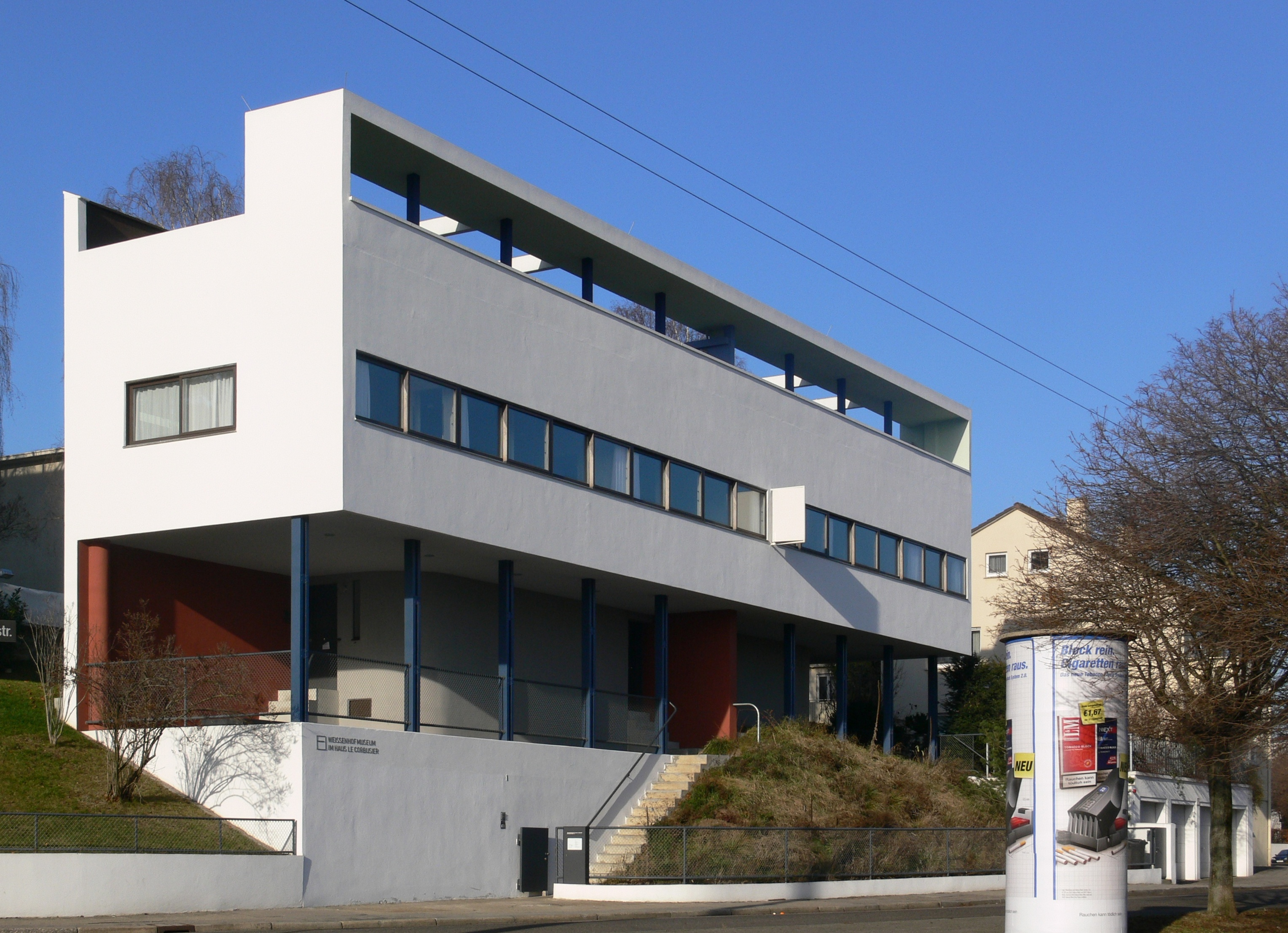
Weissenhofsiedlung, edificio de Le Corbusier, en Stuttgart (1927)
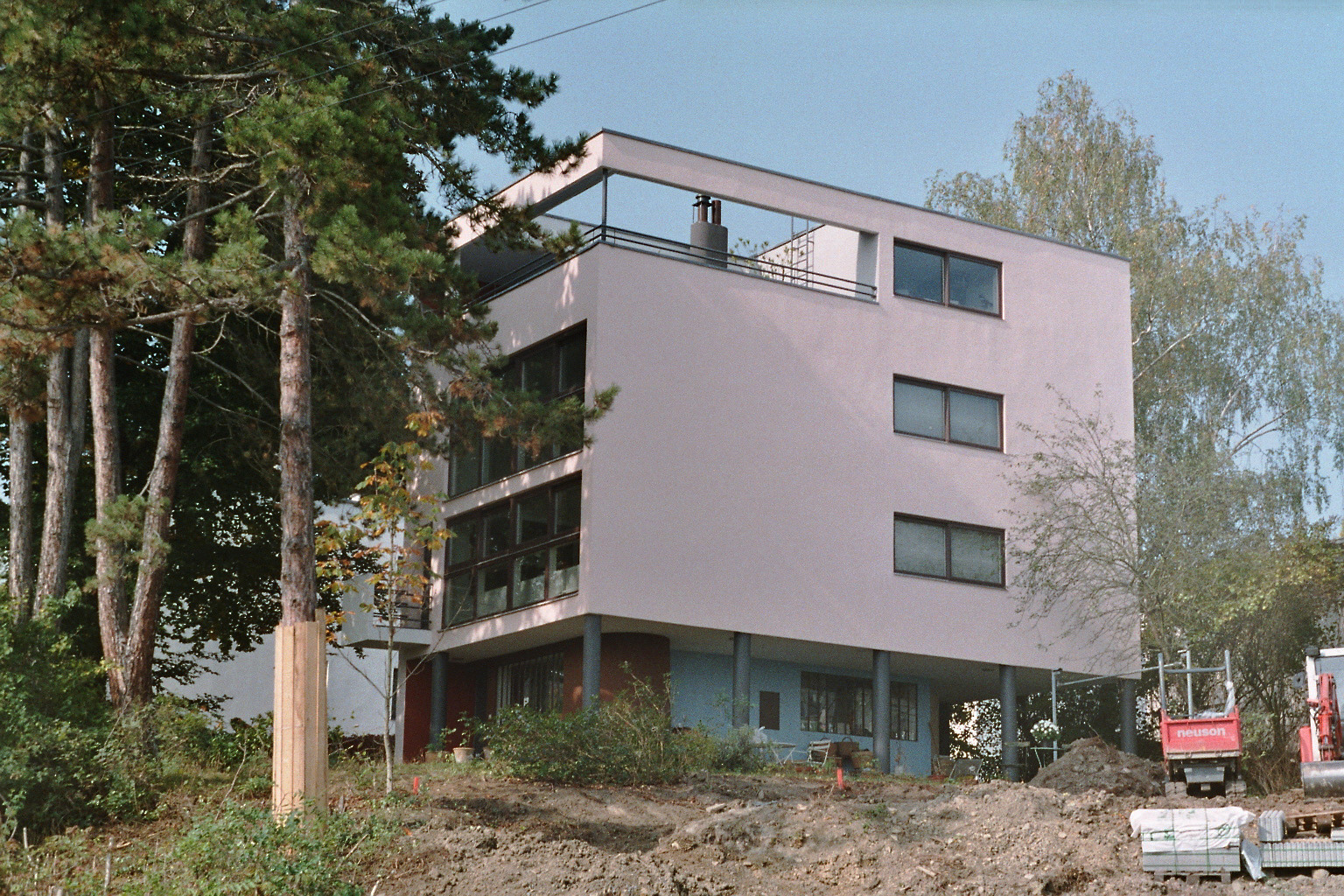
Casa Citrohan en Weissenhof, Stuttgart, de Le Corbusier (1927)
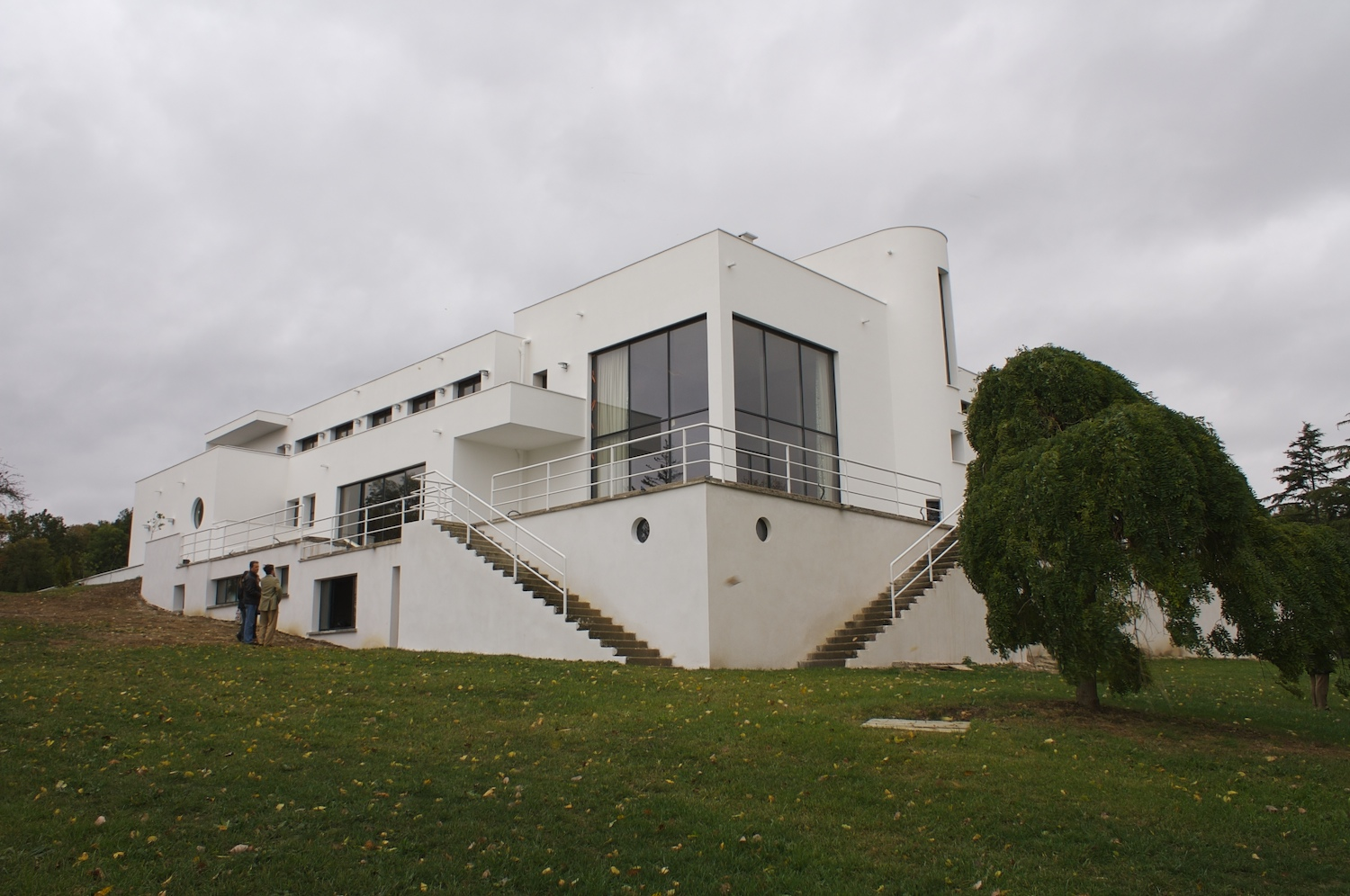
Villa Paul Poiret, de Robert Mallet-Stevens (1921–1925)
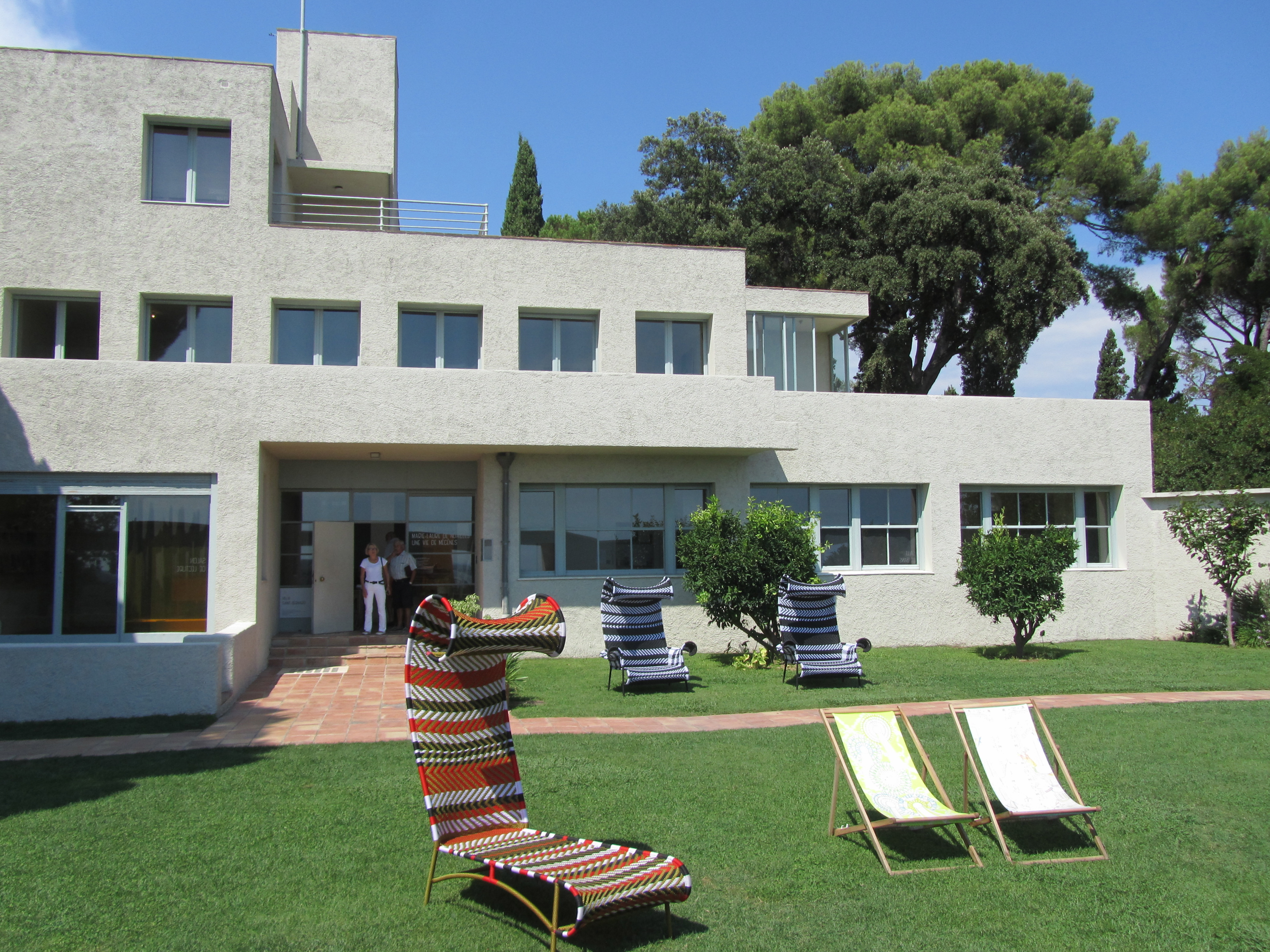
La Villa Noailles en Hyères, de Robert Mallet-Stevens (1923)
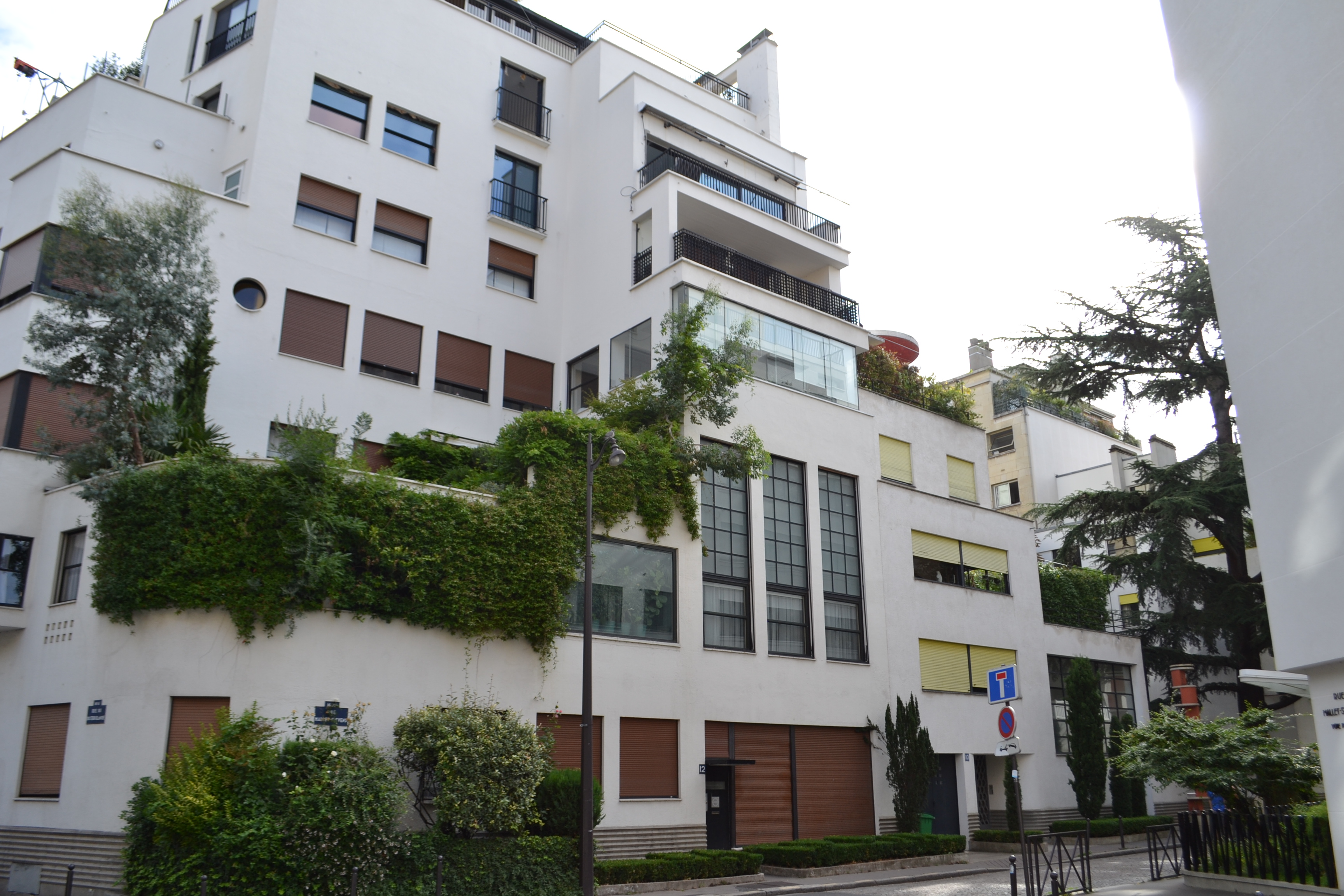
Hôtel Martel, de Robert Mallet-Stevens (1926–1927)

La denominación Estilo Internacional comenzó a generalizarse en Estados Unidos tras la exposición de arquitectura moderna celebrada en 1932 en el Museo de Arte Moderno de Nueva York, con motivo de la cual Henry-Russell Hitchcock y Philip Johnson escribieron el libro International Style: Architecture since 1922.
Pese a que tras la Segunda Guerra Mundial hubo aún importantes construcciones dentro de este estilo, las últimas décadas del siglo XX han estado dominadas por otros movimientos críticos, herederos en cualquier caso del movimiento moderno.

### Mediados delsigloXX: Reconstrucción de Europa
El Movimiento Moderno continuó desarrollándose en Europa durante la segunda posguerra, impulsado por las tareas de reconstrucción. En el plano teórico, las aportaciones de la llamada arquitectura orgánica, una tendencia inspirada en la obra del arquitecto estadounidense Frank Lloyd Wright y Alvar Aalto como representantes destacados, se contraponían al llamado «Estilo Internacional» inspirado en la obra de Le Corbusier, que postulaba una ortodoxia «funcionalista» plasmada en la «Carta de Atenas» (y la famosa cita de Sullivan) así como la pureza absoluta de la composición y los detalles, inspirada a su vez en la obra de Mies. La cita de Taut al inicio de este artículo, constituye una síntesis teórica del «Estilo Internacional», el cual tuvo muy amplia difusión en los Estados Unidos, Europa y Sudamérica.
El Movimiento Moderno entró en crisis a fines de la década de 1950, cuando se formularon una serie de críticas muy severas a los excesos del «estilo Internacional» y al urbanismo derivado de la «Carta de Atenas». Un conjunto de tendencias que se reivindican a sí mismas como continuadoras del Movimiento Moderno, protagonizan la arquitectura desde los años 1960 hasta la actualidad.

### Principales transformaciones de la arquitectura Moderna a Posmoderna
La reflexión parte de dividir la historia del siglo XX en dos, el gran suceso de la 'modernidad' y lo que se conoce como 'la posmodernidad'. Estos dos periodos, visiones o posturas sobre el mundo, se produjeron por una serie de transformaciones en el mundo industrializado, que posteriormente se reflejo en los países en vía de industrializarse.
Jairo A. Moncada, 2009

La inestabilidad, producto de los continuos cambios en las estructuras de la sociedad, desde la estructura económica, en la política y en lo sociocultural, son características de nuestra arquitectura local.

La transformación de la estructura cultural es uno de los sucesos de mayor trascendencia para la arquitectura contemporánea local
Marchán Fiz, Panorama De Las Estéticas Contemporáneas En La Arquitectura

Sociedades culturalmente dependientes, como Latinoamérica, impulsadas por un desarrollo obligado de las grandes naciones industrializadas (finales del siglo XIX) y prácticamente dependientes de los dictámenes de estas culturas ‘superiores’, la eurocéntrica y norteamericana, conciben historias ocultas que definen su panorama ideológico incapaces de construir sus propias historias configuran uno de los retos más complejos: el equilibrio entre lo local y lo global
La crítica y calidad de la arquitectura vernácula latinoamericana entró en declive y la balanza entre la tradición e innovación cayó a favor de lo global.
- Todas estas transformaciones supusieron también el cambio de las miradas de la realidad y el gusto estético.

El fin de la Segunda Guerra Mundial con sus funestas consecuencias, significó para el mundo contemporáneo, no solo el fin de una época, sino la construcción de un nuevo proyecto social en contra de ese modernismo actual que se había caracterizado por la simplificación de las formas, la ausencia de ornamento y la renuncia consciente a la composición académica clásica.
El lenguaje como conector estético principal de la nueva propuesta, permite la reelaboración de la realidad
Un lenguaje exageradamente expresivo se convierte en el campo de exploración de la realidad y en una guía de producción creativa, asumidas por las demás disciplinas para regir sus intereses de estudio.
Los paradigmas actuales de la época que modelan las tendencias estéticas consideran las historias locales y la masificación de los medios de comunicación, la conformación de nuevas conductas colectivas, la imagen como principal referente de comunicabilidad, la transformación del modo de habitar y usar los espacios públicos y los nuevos sentidos de belleza.
Estas transformaciones se pueden sintetizar principalmente en tres planteamientos:
- De la estética funcionalista de la modernidad, a una estética subjetivista de la posmodernidad.
- De una estética abstraccionista como recurso racional, por una estética figurativista que valora lo particular.
- De una estética higienista como construcción homogénea y definitoria del orden, por una que valora el caos.

### Proyectistas destacados del Movimiento Moderno
En los años 1920, las figuras más importantes de la arquitectura moderna ya tenían gran reputación. Los más reconocidos fueron Le Corbusier en Francia, Arne Jacobsen, Mies van der Rohe y Walter Gropius, estos dos últimos fueron directores de la Bauhaus en Alemania. La Bauhaus fue una de las más importantes escuelas europeas, y su mayor preocupación era la experimentación con las nuevas tecnologías industriales.
La carrera del arquitecto estadounidense Frank Lloyd Wright se desarrolló de forma paralela a la de los 'arquitectos modernos' europeos; sin embargo, Wright se negó a ser categorizado junto a ellos, desarrollando por su parte tanto la teoría como los preceptos formales de la arquitectura orgánica.
En 1932 se celebró la Exhibición Internacional de Arquitectura Moderna, cuyo comisario fue Philip Johnson; junto a su colaborador, el crítico Henry-Russell Hitchcock, Johnson logró aglutinar corrientes y tendencias muy diversas, mostrando que eran estilísticamente similares y compartían un propósito general, y las consolidó en lo que vino a llamarse el Estilo Internacional. Fue un hito importante.

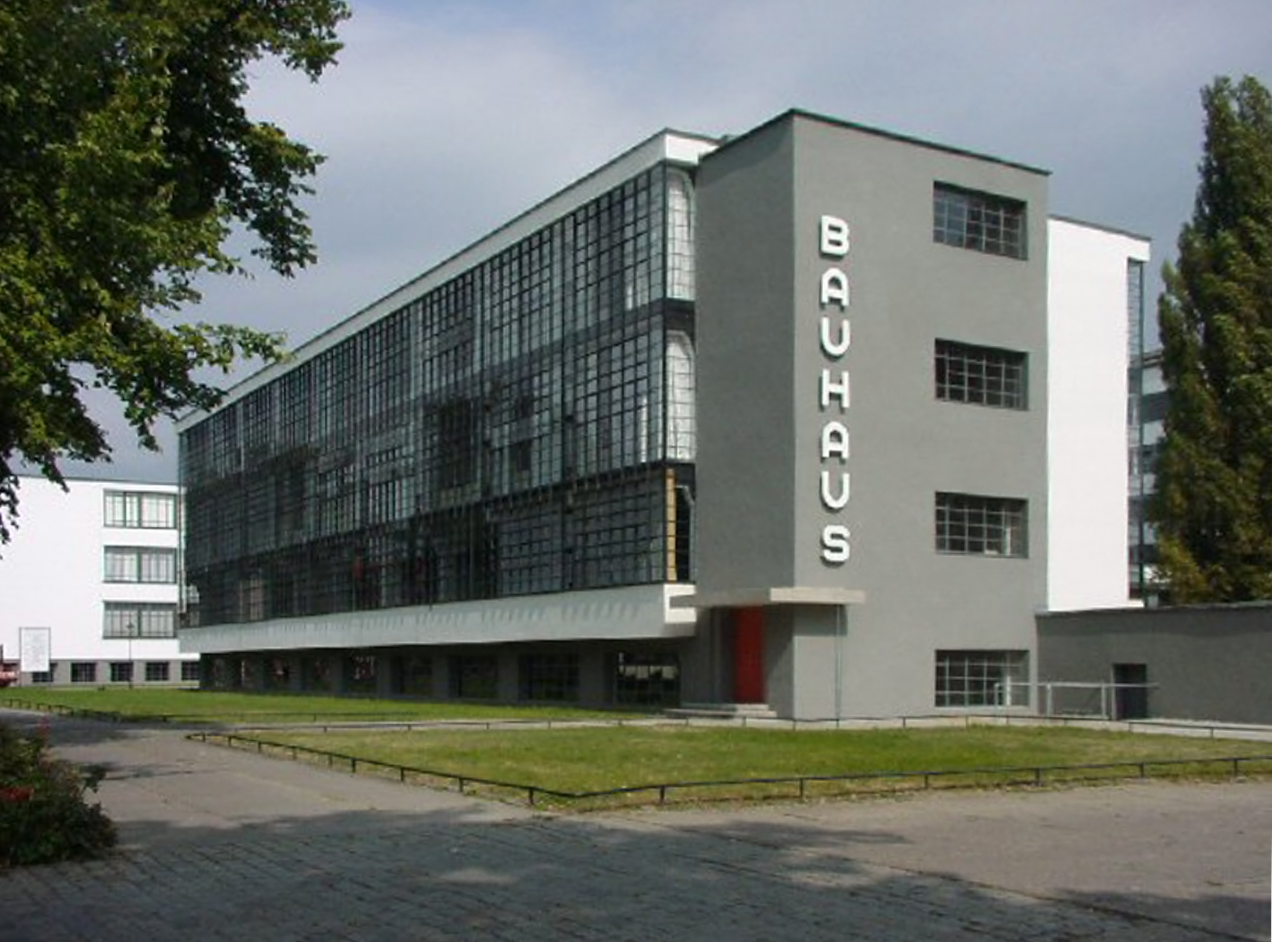
Escuela de la Bauhaus en Dessau, de Walter Gropius (1926)
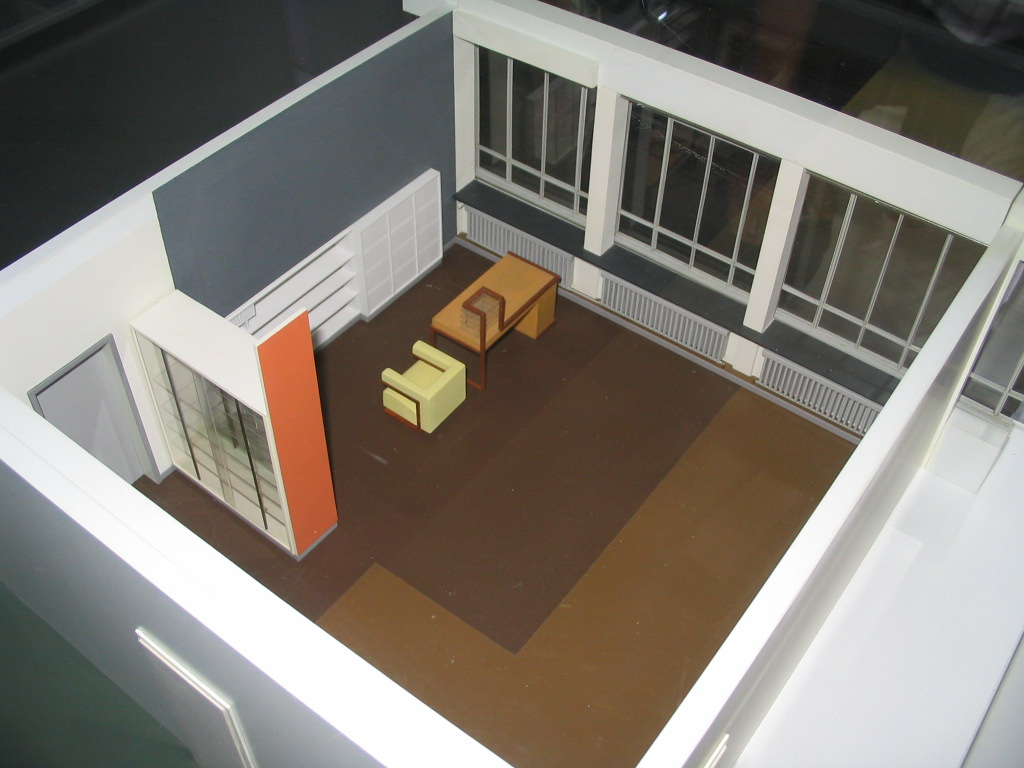
Apartamento de trabajadores según la Bauhaus, de Walter Gropius (1928-30)
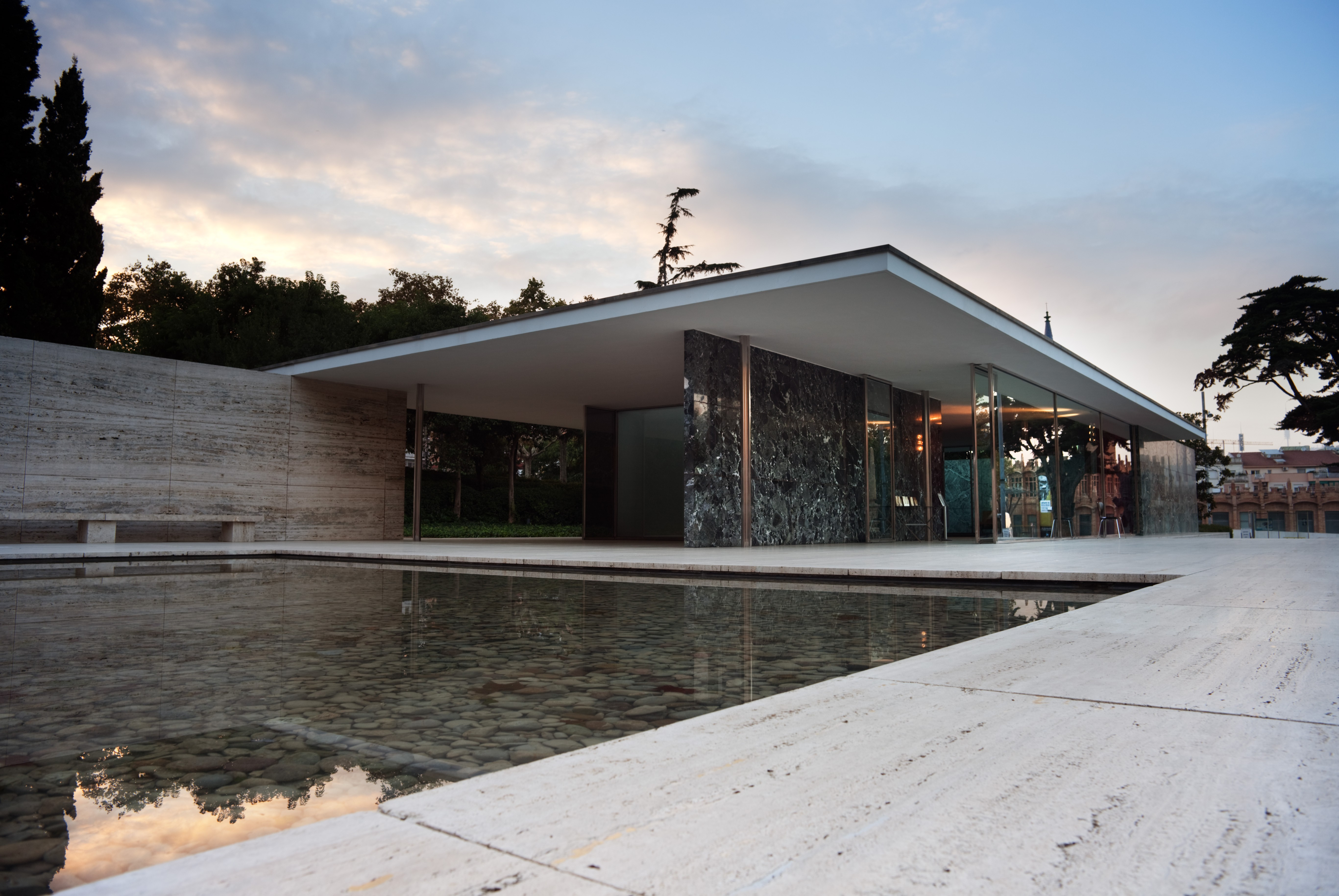
El Pabellón alemán (Barcelona) (reconstrucción), de Ludwig Mies van der Rohe (1929)
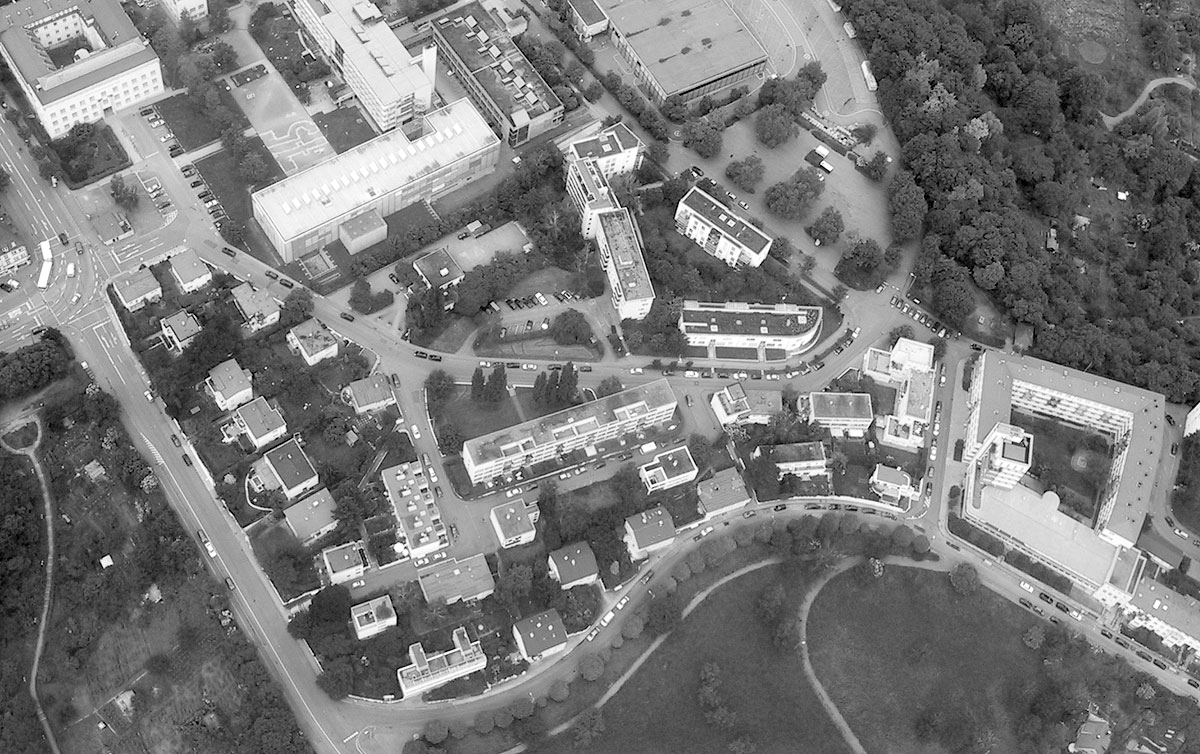
La exposición Weissenhofsiedlung en Stuttgart, realizado por la Deutscher Werkbund (1927)

En la década de 1930, bajo la presión del nazismo, que clausuró la Bauhaus, las principales figuras se trasladaron a los Estados Unidos: a Chicago, a la escuela de diseño de Harvard y al Black Mountain College. Este Estilo Internacional se convirtió en la única solución estilística aceptable desde los años 1930 hasta los años 1960.

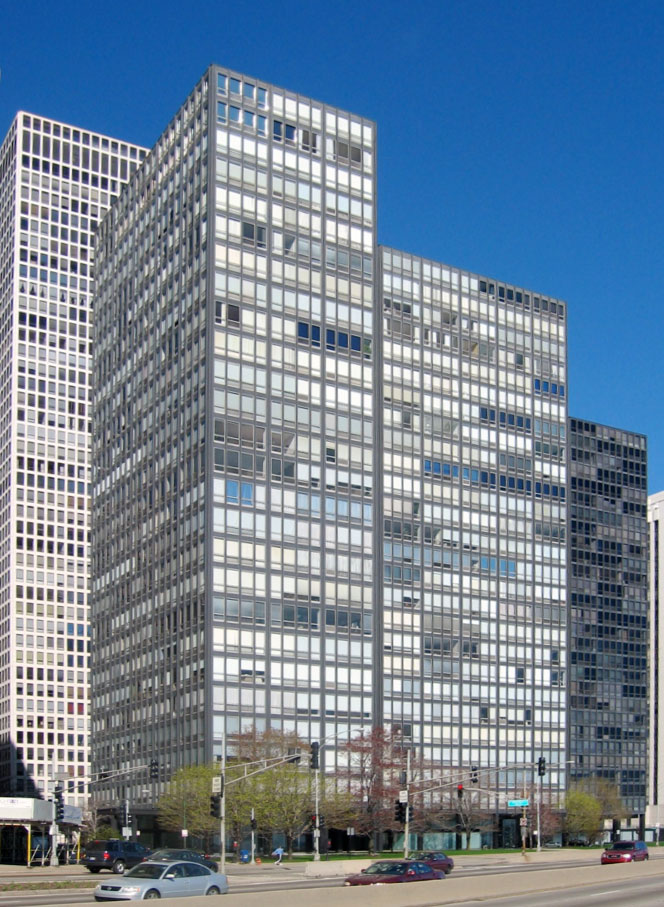
Los apartamentos Lake Shore Drive, del arquitecto Mies van der Rohe

Los arquitectos que desarrollaron el Estilo Internacional querían romper con la tradición arquitectónica, diseñando edificios funcionales y sin ornamentos. Comúnmente, utilizaron vidrio para las fachadas, y acero y hormigón para las losas y soportes estructurales. El estilo se volvió más evidente en el diseño de los rascacielos. Quizás sus más notorios exponentes son: el edificio de la Organización de Naciones Unidas, el Edificio Seagram y la Casa Lever, todos ellos en Nueva York.
Los detractores del Estilo Internacional critican su geometría rígida y rectangular por ser "deshumanizante". Le Corbusier describía a los edificios como "máquinas para habitar", pero la gente reaccionaba contra esta uniformidad y rigidez. Incluso el arquitecto - y amigo personal de Mies van der Rohe - Philip Johnson admitió estar "aburrido de las cajas". Desde principios de la década de 1980, muchos arquitectos han buscado, deliberadamente, alejarse de los diseños geométricos.
Aunque hay mucho debate en cuanto a la caída o muerte de la Arquitectura Moderna, la crítica a la misma comenzó en los años 1960 con los argumentos de que era universal, estéril, elitista y carente de significado. El surgimiento de la postmodernidad se atribuye al desencanto generalizado con la Arquitectura Moderna.

### Características formales
Rechazo de los estilos históricos o tradicionales como fuente de inspiración de la forma arquitectónica o como un recurso estilístico (historicismo). Sin embargo, la arquitectura de la antigüedad, especialmente la clásica, se encuentra a menudo reflejada tanto en los esquemas funcionales como en las composiciones volumétricas resultantes, en:
- Adopción del principio de que los materiales y requerimientos funcionales determinan el resultado: la forma sigue a la función,
- Adopción de la estética de la máquina, como consecuencia de lo anterior,
- Materiales y técnicas de nueva invención, como el hormigón armado,
- Rechazo del ornamento como accesorio; la estética resulta de la propia finalidad expresiva del edificio, de los materiales empleados y sus propias características;
- Simplificación de la forma y eliminación de los detalles innecesarios, llevado al extremo en las obras de Mies van der Rohe.

### Fundamentos teóricos

#### Relación con la filosofía positivista
Auguste Comte (1798–1857), el “profeta de la era científica” según Gideon, desarrolla el pensamiento positivista, o filosofía positiva, cuyo “carácter fundamental (...) es considerar todos los fenómenos como sometidos a las leyes naturales invariables, cuyo descubrimiento preciso y su reducción al menor número posible es el fin de nuestros esfuerzos”.
“Positivo - dice Comte – es inseparable de relativo, de orgánico, de preciso, de cierto, de real”. El pensamiento humano pasa, de acuerdo a Comte, por tres fases: la teológica, la metafísica y la positiva. La última, que es la de completa madurez del pensamiento humano, se caracteriza por la renuncia volitiva a las dos primeras etapas mediante la adhesión estricta a las metodologías de la ciencia.
El pensamiento positivo de Comte adopta los métodos de las ciencias matemáticas como propios, con lo cual puede vanagloriarse de sistemático y preciso. Puesto que “toda ciencia positiva no es otra cosa que una transformación de la observación y de la experiencia”, es evitando toda disquisición sobre lo absoluto y renunciando a las ontologías como Comte puede definir su método como “sentido común”. A este respecto, Littré, uno de los herederos intelectuales de Comte, afirmó que “los que creen que la filosofía positiva niega o afirma algo sobre las causas finales o primeras, se engañan, nada niega ni afirma, pues el afirmar o negar sería declarar que se tiene algún conocimiento del origen y del fin de los seres”.
El pensamiento positivo vendrá a tener influencias innegables en el credo de los arquitectos modernos: la apología del progreso, el orden y la ciencia (la metáfora de la máquina, la eficiencia y la higiene modernas), la abstracción del individuo en favor de la mitificación de la Humanidad convertida en fin último (la universalidad, el hombre-tipo), las metáforas biologistas y evolucionistas (la familia tipo y el bloque de viviendas concebidas como célula / organismo).
La cotidianeidad del ser humano, analizada con apego a los métodos de la ciencia, será categorizada y clasificada en la primera Carta de Atenas (1932, por Le Corbusier) en las funciones elementales de Habitar, Trabajar, Circular y Esparcirse. La vida moderna, convertida en modelo matemático-estadístico, puede ya manifestarse, tectónica y espacialmente, en la vivienda construida en serie. El bloque de viviendas, que encuentra su más ilustre prototipo en la Unité d´Habitation, es una invención de la modernidad; la negación de la individualidad personal se materializa en una casa / colmena.

#### Rechazo de la individualidad
“El hombre propiamente dicho, dice, en el fondo no es más que una abstracción; lo único real es la Humanidad, sobre todo en el orden intelectual y moral”. Esta reducción del ser humano a número, - a la formulación matemática que es la base metodológica del positivismo de Comte – encuentra su reflejo en la búsqueda del Existenzminimun, de la vivienda mínima. Abstraer la vida humana en una red de funciones, relaciones, procesos, cuantificaciones: “este sujeto no es otro que el hombre-tipo lecorbusierano, la familia tipo estadística, ese constructo mental que permitió a los arquitectos ortodoxos objetivar su comportamiento social y cuantificarlo en aquella experiencia casi delirante que fue el Existenzminimun”.

## La segunda mitad delsigloXXy elsigloXXI

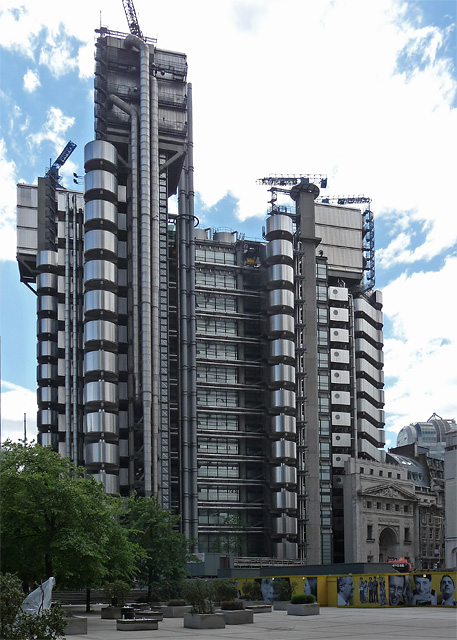
Edificio Lloyd's en Londres, de Richard Rogers (1978–1986)
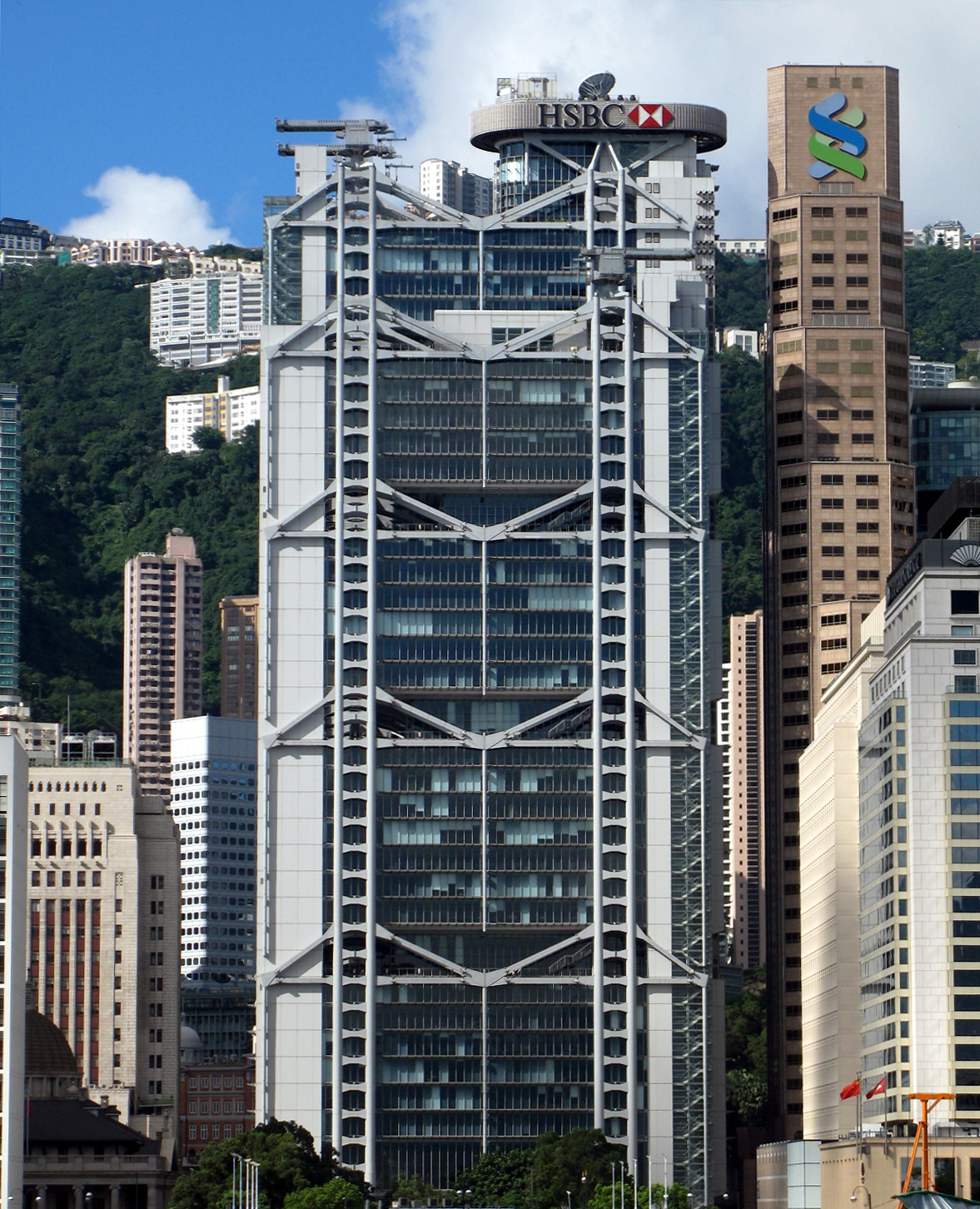
Edificio sede de HSBC en Hong Kong, de Norman Foster (1979–1985)
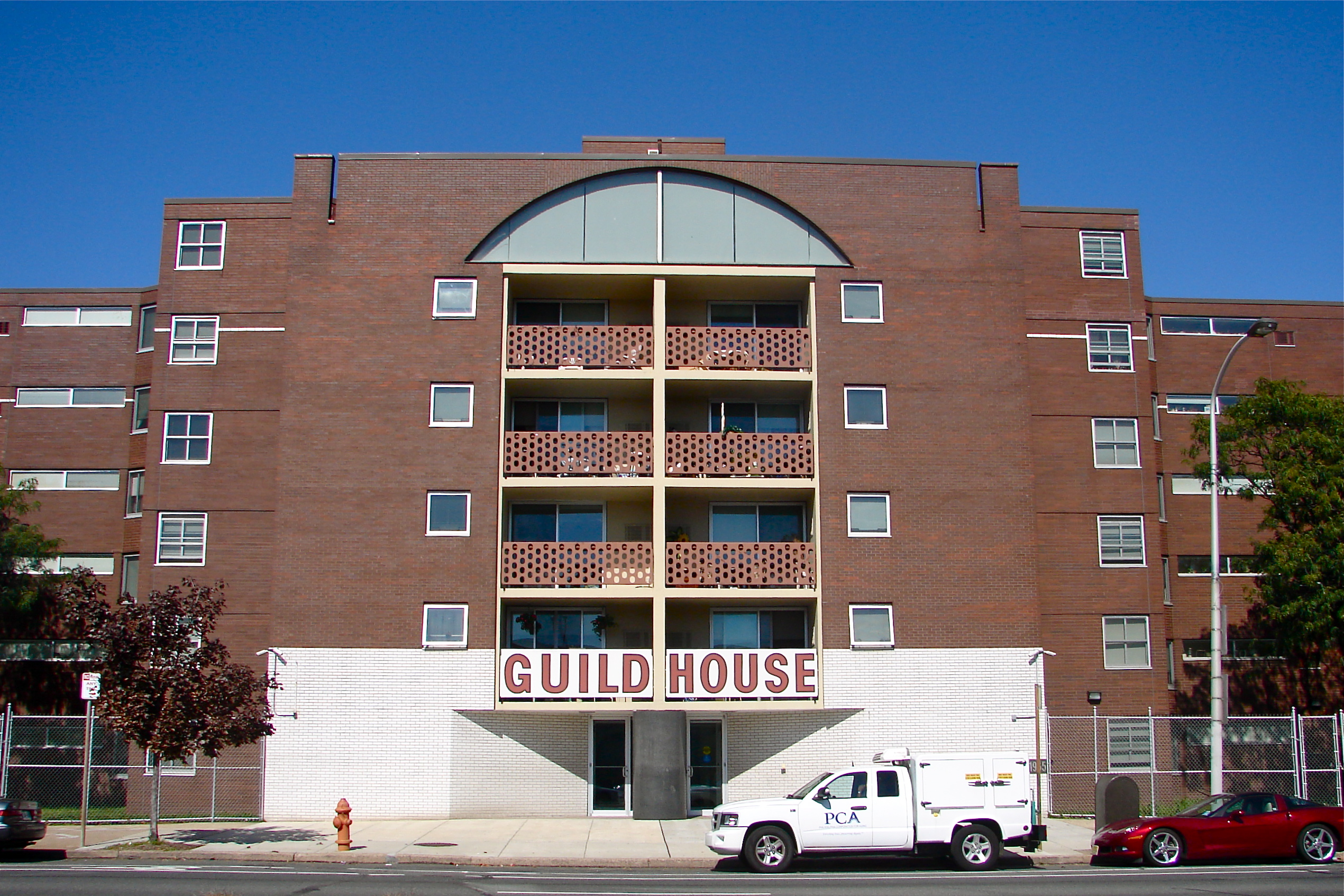
La casa Guild en Filadelfia, de Robert Venturi (1960–63)
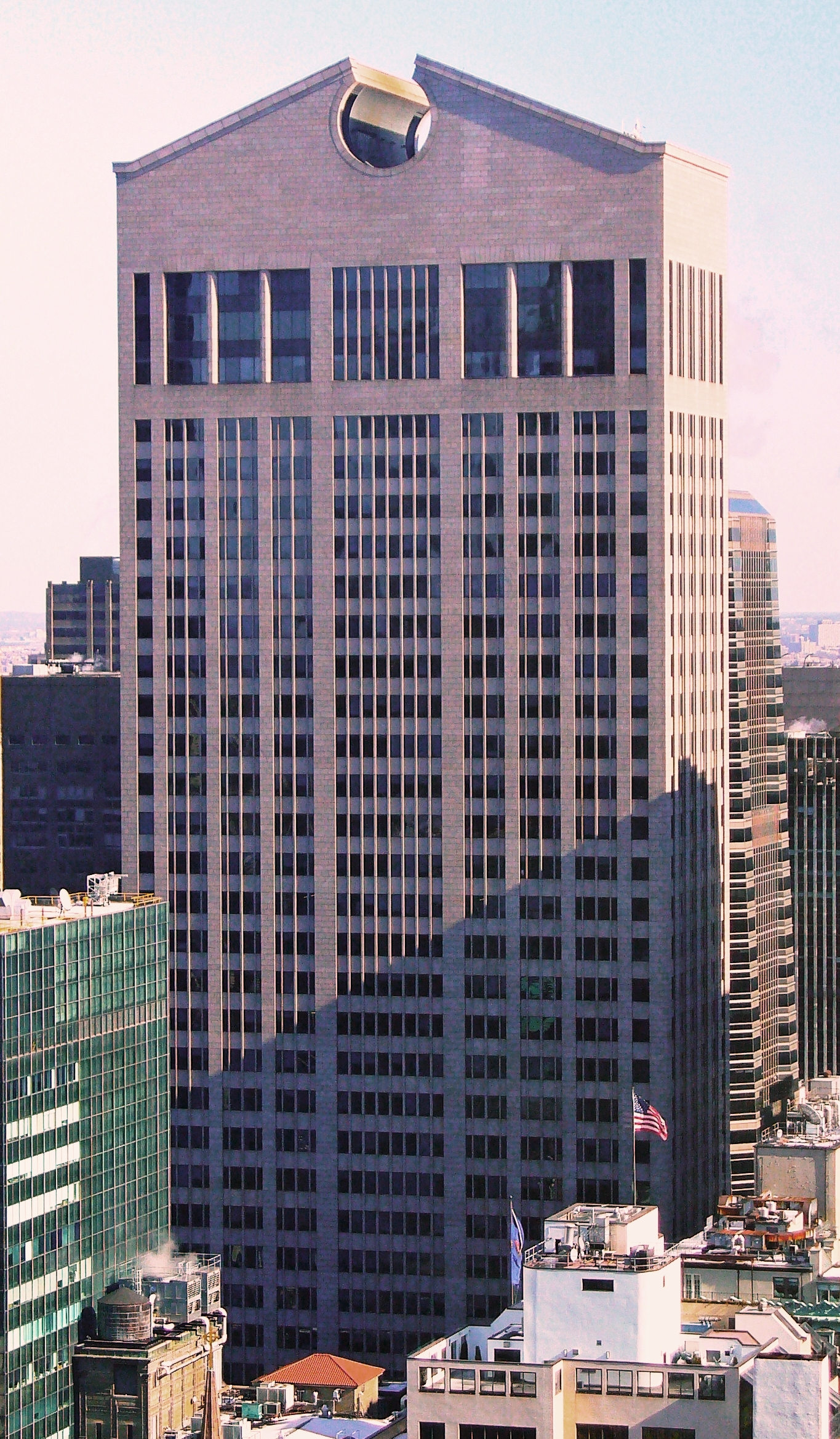
Edificio AT&T, Nueva York, de Philip Johnson (1979–84)
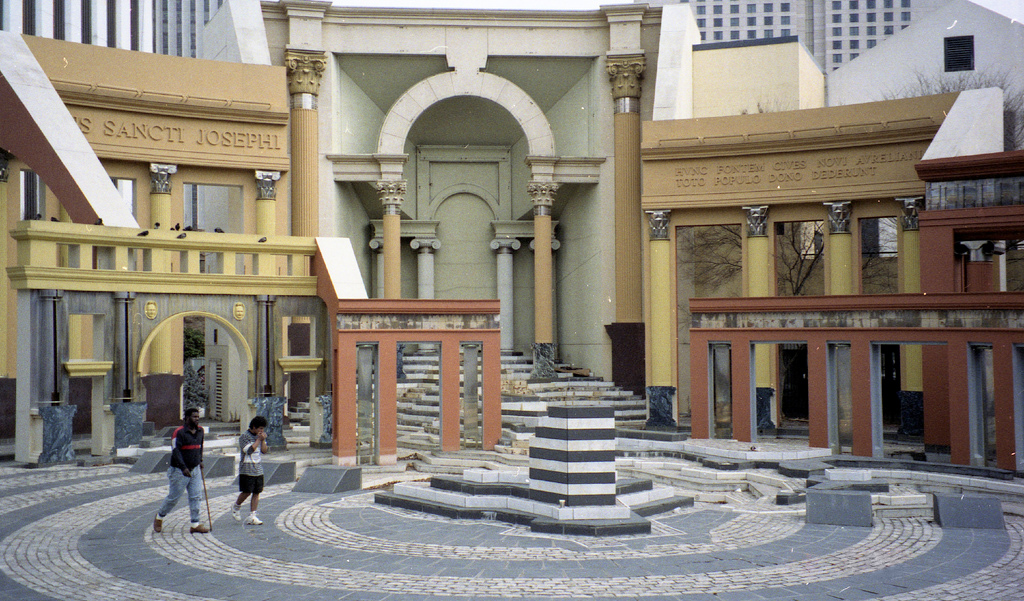
La Piazza d'Italia en Nueva Orleans, Luisiana, de Charles Willard Moore (1974–78)

La arquitectura practicada en las últimas décadas, desde la segunda mitad del siglo XX, puede ser entendida, desde las perspectivas denominadas postestructuralistas o postmodernas, como una reacción a las propuestas del movimiento moderno: Unas veces los arquitectos actuales releen los valores modernos y proponen nuevas concepciones estéticas (lo que finalmente se caracterizará como una actitud llamada arquitectura neomoderna); otras proponen proyectos de mundo radicalmente nuevos, presentados (ellos mismos o su interpretación, que, al igual que en las demás manifestaciones del arte contemporáneo, ha pasado a ser tan importante como la propia obra o incluso más trascendente que esta) como paradigmas antimodernos, o que superan, critican o desprecian consciente o inconscientemente los dogmas de la modernidad. Cuando no, se presentan como relecturas u homenajes a las formas arquitectónicas tradicionales, incluyendo en ellas las de la propia modernidad.

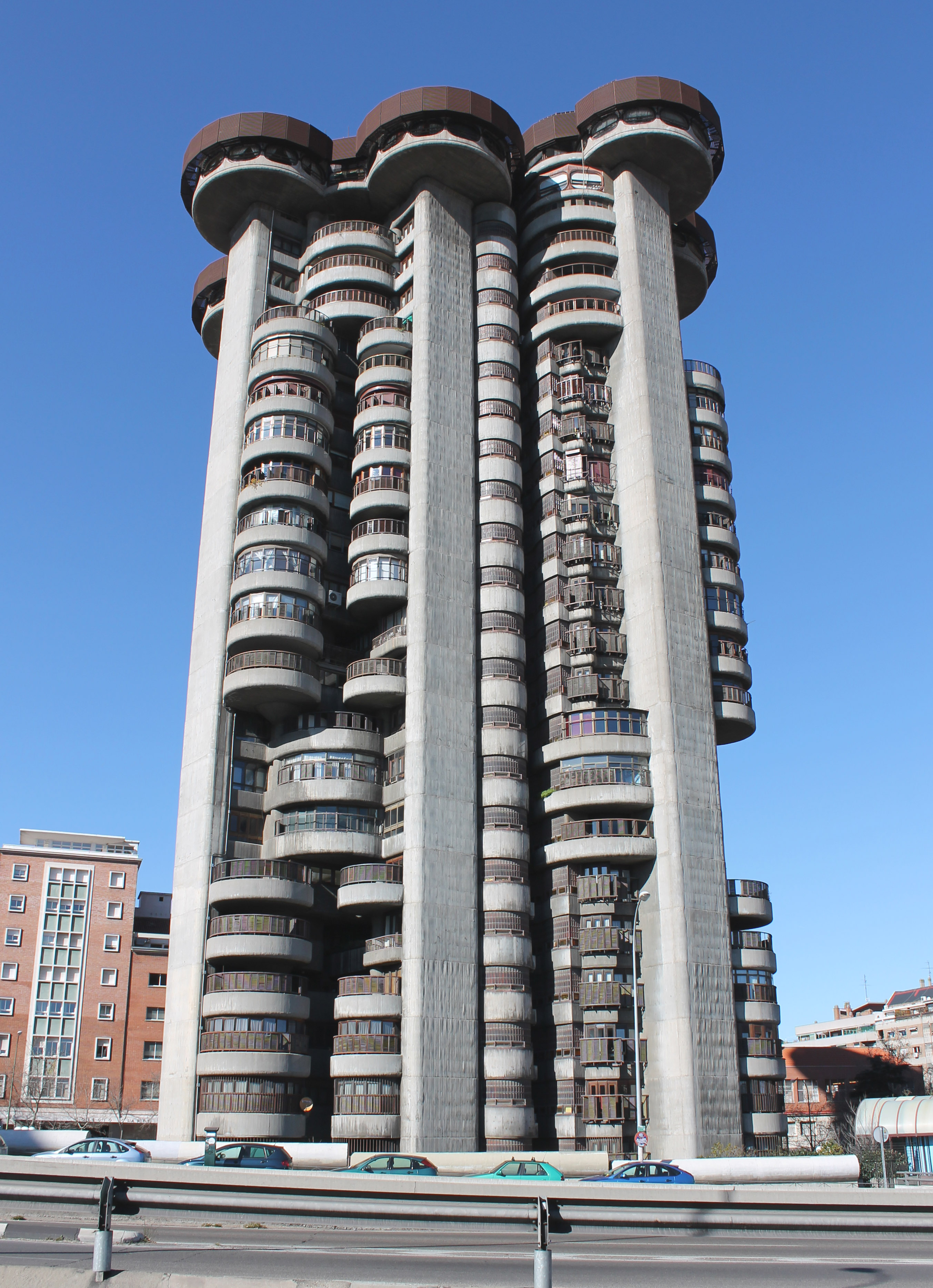
Torres Blancas, en Madrid, de Francisco Javier Sáenz de Oiza (1964-68)

En la década de 1950 aparecen arquitectos influidos por Le Corbusier que interpretan la obra arquitectónica como un objeto escultórico: Pier Luigi Nervi y Gio Ponti (Torre Pirelli, Milán, 1955-1959), Félix Candela, Jorn Utzon (Ópera de Sídney, 1957), Eero Saarinen (Terminal aérea de TWA, Aeropuerto Kennedy, Nueva York), Kenzō Tange (piscina olímpica de Tokio, 1964). Simultáneamente, el nuevo brutalismo (Peter Smithson, Escuela de Hunstanton; Louis Kahn Palacio de la Asamblea de Dacca) desde 1954 exaltó la capacidad expresiva de los materiales, dejando a la vista acero, ladrillo y tuberías, mientras que Alvar Aalto o Vittorio Gregotti realizan sus propias propuestas y Lúcio Costa y Oscar Niemeyer desarrollan la nueva ciudad de Brasilia (1956-1960). Los años 1960 vieron aparecer el metabolismo japonés (Kenzō Tange), y en España, la obra de Sáenz de Oiza (Torres Blancas, 1965), César Manrique y Ricardo Bofill.
Las primeras reacciones negativas a lo que percibían como excesiva dogmatización propuesta por la arquitectura moderna de la primera mitad del siglo XX, surgieron, de una forma sistémica y rigurosa, alrededor de la década de 1970, teniendo en nombres como Aldo Rossi y Robert Venturi sus principales exponentes (aunque teóricos cómo Jane Jacobs hayan promovido críticas intensas, aunque aisladas, a la visión de mundo del Movimiento Moderno ya en los años 1950, especialmente en el campo del urbanismo). La crítica antimoderna, que en un primer momento se restringió a especulaciones académicas de orden teórico, inmediatamente ganó experiencia práctica. Estos primeros proyectos están conectados de forma general a la idea de la revitalización del "referente histórico", colocando explícitamente en jaque los valores antihistoricistas del Movimiento.

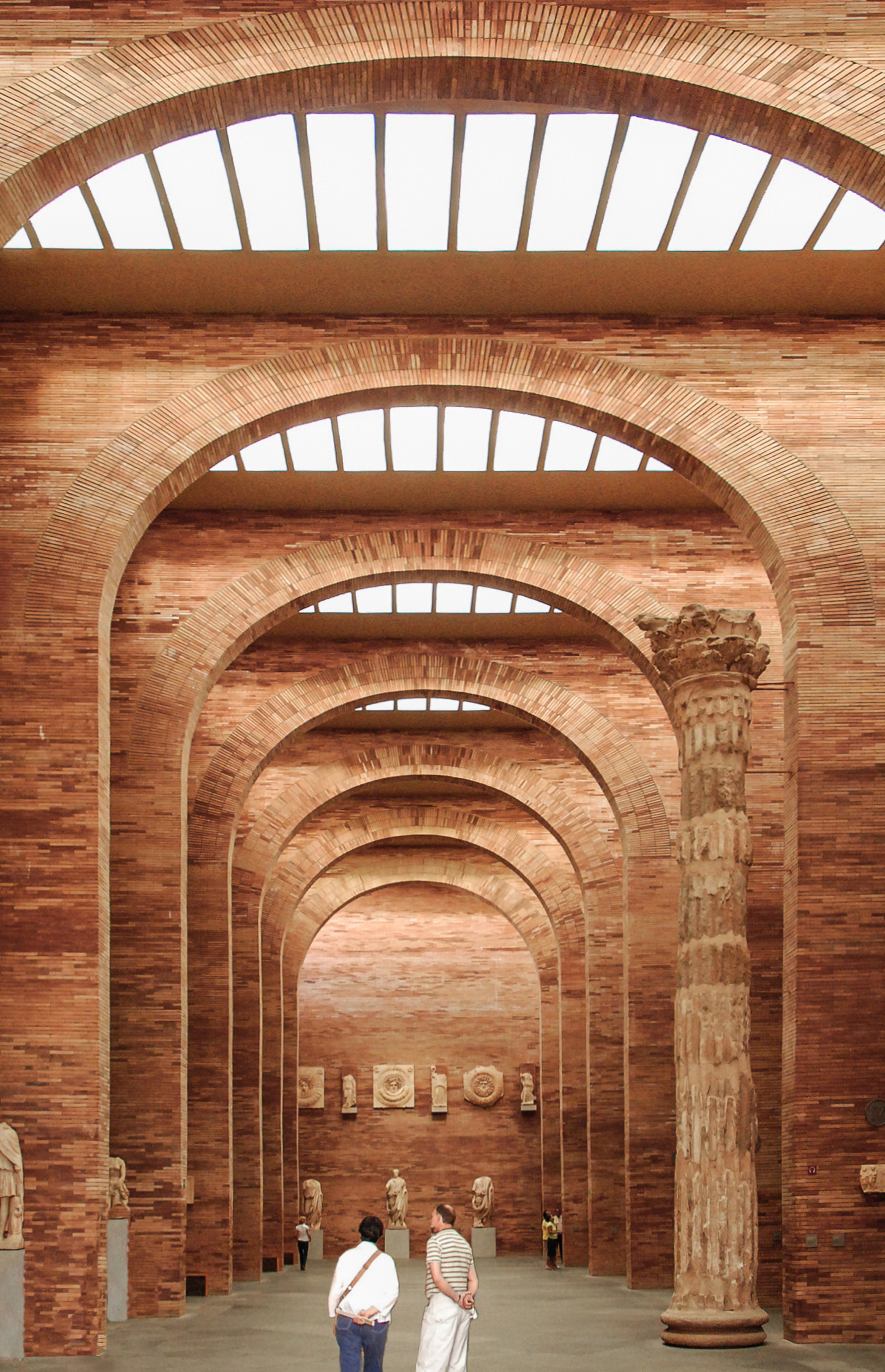
Museo Nacional de Arte Romano, en Mérida (España), de Rafael Moneo (1980-86)

Durante la década de 1980 la revisión del espacio moderno evolucionó hacia su total deconstrucción. A partir de estudios influidos especialmente por esa corriente filosófica, se definió el estilo arquitectónico conocido como deconstructivismo. A pesar de ser muy criticada, esta línea de pensamiento estético se mantuvo en los estudios teóricos y en la década de 1990, demostrando cierta capacidad de seducción del gran público, que lo recibió como arquitectura de vanguardia. Nombres como Rem Koolhaas, Peter Eisenman y Zaha Hadid están conectados a este movimiento. El estadounidense Frank Gehry, que a veces es clasificado como deconstructivista, ha sido criticado por los propios miembros de ese movimiento. Otras propuestas de arquitectura actual no suelen recibir esa etiqueta, como las de los españoles Rafael Moneo (Museo Nacional de Arte Romano, Mérida, 1980-86) y Santiago Calatrava, o las del estadounidense Richard Meier (caracterizadas por el uso del blanco y el aprovechamiento de la luz). A pesar de las tentativas de clasificar las corrientes de la producción arquitectónica más contemporánea, no hay de hecho aún una clasificación universalmente compartida de "movimientos" o "escuelas" que agrupen sistemáticamente a obras y arquitectos de todo el mundo. Cabe destacar la importancia de la labor modernista del arquitecto Pedro Ramírez Vázquez, quien destacó en este movimiento con obras como el Estadio Azteca y el Museo Nacional de Antropología (México).

## Estilos
Primera mitad del siglo:
- Arquitectura modernista
- Neoplasticismo
- Art decó
- Arquitectura expresionista
- Escuela de la Bauhaus
- Constructivismo ruso
- Arquitectura totalitaria o arquitectura de los dictadores

- Arquitectura estalinista (Metro de Moscú)
- Arquitectura fascista
- Arquitectura nazi (véase arte nazi)
- Neoherreriano, imperial o nacionalcatólico (en la posguerra española -véase Arte y cultura en el franquismo#Arquitectura-)

- Funcionalismo (arquitectura)
- Racionalismo arquitectónico
- Arquitectura orgánica
- Estilo Internacional
- Neoempirismo

Segunda mitad del siglo hasta la actualidad:
- Neo-Formalismo
- Arquitectura brutalista
- Arquitectura postmoderna
- Arquitectura deconstructivista
- Arquitectura High Tech
- Arquitectura neofuturista
- Arquitectura sustentable, diseño sostenible
- Diseño asistido por ordenador (CAD o CAO)